# Liste der Biografien/Pin
Liste der Biografien |
Portal Biografien |
Personensuche
# |
A |
B |
C |
D |
E |
F |
G |
H |
I |
J |
K |
L |
M |
N |
O |
P |
Q |
R |
S |
T |
U |
V |
W |
X |
Y |
Z |
?
 
Pa |
Pc |
Pe |
Pf |
Ph |
Pi |
Pj |
Pk |
Pl |
Pm |
Pn |
Po |
Pr |
Ps |
Pt |
Pu |
Pv |
Pw |
Py
 
Pia |
Pib |
Pic |
Pid |
Pie |
Pif |
Pig |
Pih |
Pii |
Pij |
Pik |
Pil |
Pim |
Pin |
Pio |
Pip |
Piq |
Pir |
Pis |
Pit |
Piu |
Piv |
Piw |
Pix |
Piy |
Piz
Die Liste der Biografien führt alle Personen auf, die in der deutschsprachigen Wikipedia einen Artikel haben. Dieses ist eine Teilliste mit 873 Einträgen von Personen, deren Namen mit den Buchstaben „Pin“ beginnt.

## Pin
- Pin Malakul (1903–1995), thailändischer Pädagoge, Schriftsteller und Politiker
- Pin, Camille (* 1981), französische Tennisspielerin
- Pin, Doriane (* 2004), französische Rennfahrerin
- Pin, Gabriele (* 1962), italienischer Fußballspieler und -trainer
- Pin, Isabel (* 1975), französisch-deutsche Kinderbuchillustratorin und -autorin

### Pina
- Piña Batllevell, Joaquín (1930–2013), spanischer Geistlicher, katholischer Bischof von Puerto Iguazú
- Piña Hernández, Norma Lucía (* 1960), mexikanische Juristin
- Pina Neto, Antonio Pereira (* 1989), brasilianischer Fußballspieler
- Pina Polo, Francisco (* 1959), spanischer Althistoriker
- Piña Ventoza, Karell (* 1988), kubanischer Beachvolleyballspieler
- Pina, Alfred (1887–1966), französischer Bildhauer
- Pina, Claudia (* 2001), spanische FußballspielerinClaudia Pina (* 2001)

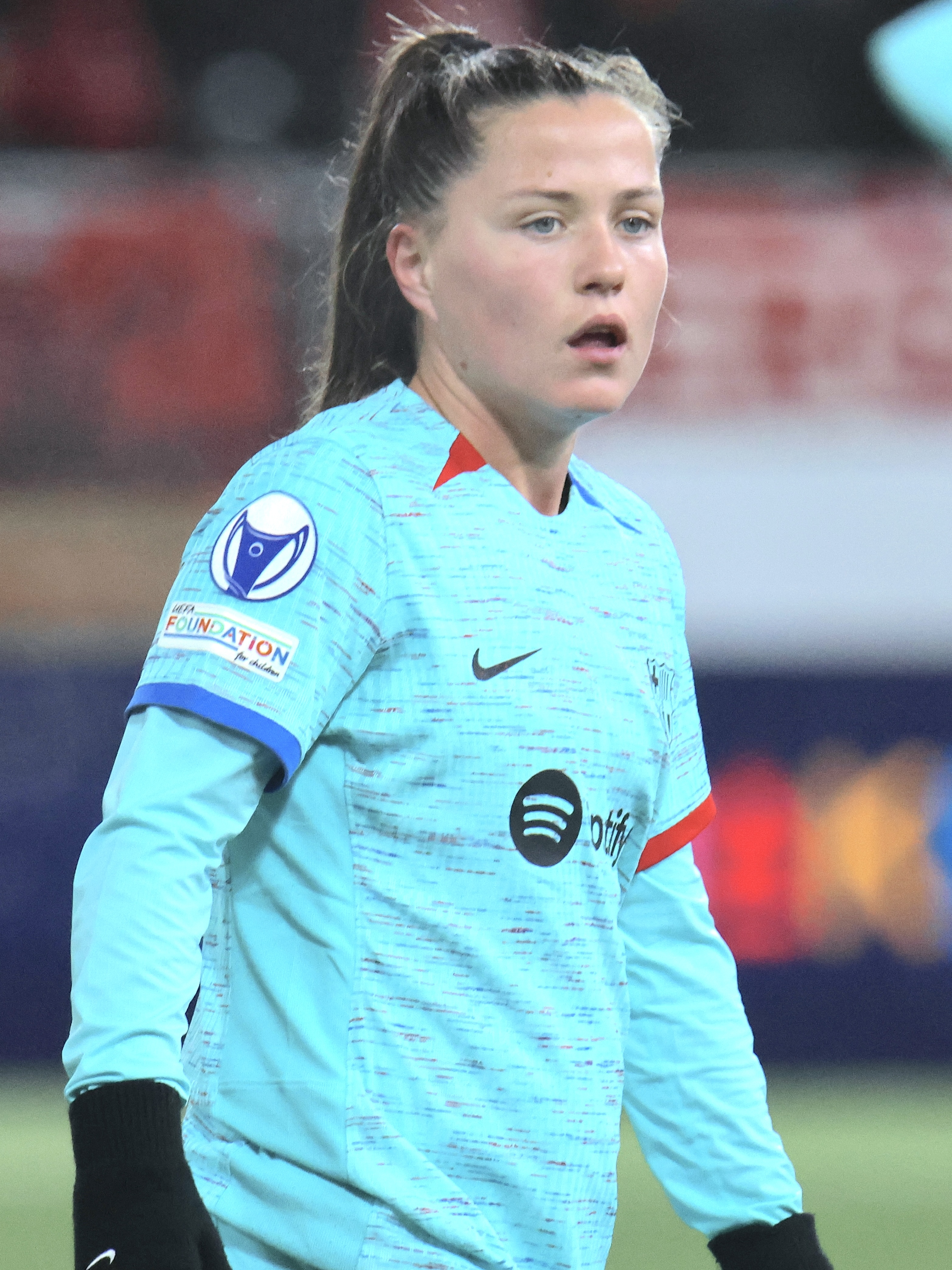
Claudia Pina (* 2001)

- Pina, David de (* 1996), kap-verdischer Boxer
- Piña, Fernando (* 1966), mexikanischer Fußballtorhüter
- Pina, Hélio Sanches († 1979), osttimoresischer Unabhängigkeitskämpfer
- Pina, Jayla (* 2004), kap-verdische Schwimmerin
- Pina, João (* 1981), portugiesischer Judoka
- Pina, Kevin (* 1997), kap-verdischer Fußballspieler
- Pina, Latroya Lesa (* 1996), US-amerikanisch-kapverdische Schwimmerin
- Piña, Lizardo, chilenischer Fußballspieler
- Pina, Manuel António (1943–2012), portugiesischer Autor und Journalist
- Pina, Marcial (* 1946), spanischer Fußballspieler
- Pina, Rui de (1440–1521), portugiesischer Chronist (Cronista-mor) und Diplomat
- Pina, Tomás (* 1987), spanischer Fußballspieler
- Pina, Troy (* 1999), kap-verdischer Schwimmer
- Pinajeff, Elisabeth (1900–1995), russische Schauspielerin
- Pinajewa, Ljudmila Iossifowna (* 1936), sowjetische Kanutin
- Piñal, Matias Gonzalo (* 1987), argentinischer Fußballtorwart
- Pinal, Silvia (1931–2024), mexikanische Film-Theater und Fernsehschauspielerin
- Piñal, Víctor Manuel (* 1918), mexikanischer Fußballspieler
- Pinales, Cristian (* 2000), dominikanischer Boxer
- Pinamonti, Andrea (* 1999), italienischer Fußballspieler
- Pinamonti, Giovanni Pietro (1632–1703), italienischer Ordensgeistlicher und Autor
- Pinand, Jan Hubert (1888–1958), deutscher Architekt und Hochschullehrer
- Piñango, Bernardo (* 1960), venezolanischer Boxer im Superbantam- und Bantamgewicht
- Piñar Mañas, José Luis (* 1957), spanischer Rechtswissenschaftler
- Pinar, Florencia, kastilische Dichterin
- Pinard, Adolphe (1844–1934), französischer Geburtshelfer
- Pinard, Roch (1910–1974), kanadischer Politiker (Liberale Partei)
- Pinard, Yvon (* 1940), kanadischer Politiker und Richter
- Pinardi, Giovanni Battista (1880–1962), italienischer Geistlicher, römisch-katholischer Weihbischof in Turin
- Pinarello, Cesare (1932–2012), italienischer Bahnradsportler
- Pinarello, Giovanni (1922–2014), italienischer Radrennfahrer und Unternehmer
- Pinares, César (* 1991), chilenischer Fußballspieler
- Pinarius Cornelius Severus, Gnaeus, römischer Suffektkonsul 112
- Pinarius Mamercinus Rufus, Lucius, römischer Konsul 472 v. Chr.
- Pinarius Mamercinus Rufus, Publius, römischer Konsul 489 v. Chr.
- Pinarius Mamercus, Lucius, römischer Konsulartribun 432 v. Chr.
- Pinas, Jaymillio (* 2002), niederländisch-surinamischer Fußballspieler
- Pinas, Shaquille (* 1998), surinamisch-niederländischer Fußballspieler
- Piñatares, Bruno (* 1990), uruguayischer Fußballspieler
- Pinau, Steve (* 1988), französischer Fußballspieler
- Pinaud, Gauthier (* 1988), französischer Fußballspieler
- Pinaud, José María (1885–1948), Politiker und Zeitungsverleger in Costa Rica
- Pinaud, Jules, französischer Kunstturner
- Pinaud, Pierre (* 1969), französischer Filmregisseur und Drehbuchautor
- Pinault, Clément (1985–2009), französischer Fußballspieler
- Pinault, François (* 1936), französischer Unternehmer und Kunstsammler
- Pinault, François-Henri (* 1962), französischer ManagerFrançois-Henri Pinault (* 1962)

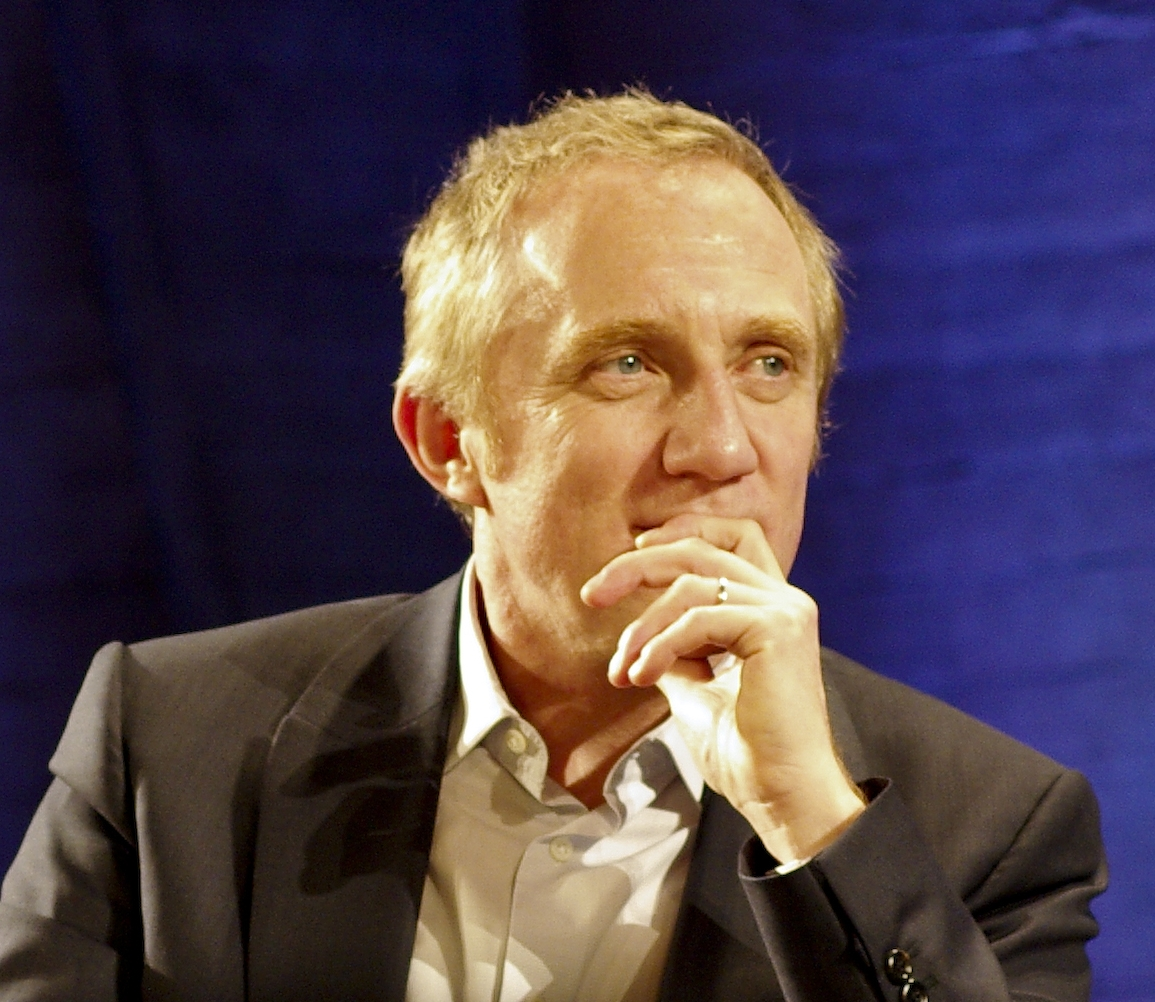
François-Henri Pinault (* 1962)

- Pinault, Jean (1946–2019), französischer Radrennfahrer
- Pinay, Antoine (1891–1994), französischer Politiker, Mitglied der Nationalversammlung
- Pinazo, Ignacio (1849–1916), spanischer Maler
- Pinazzi, Mattia (* 2001), italienischer Radrennfahrer

### Pinc
- Pinc, Luise (1895–1982), deutsche Dichterin
- Pinc, Marek (* 1979), tschechischer Eishockeytorhüter
- Pincemaille, Pierre (1956–2018), französischer Komponist, Organist und Musikpädagoge
- Pincemin, Jean-Pierre (1944–2005), französischer Maler und Bildhauer
- Pinchak, Jimmy (* 1996), US-amerikanischer Schauspieler und Sänger
- Pinchard, Max (1928–2009), französischer Komponist und Musikwissenschaftler
- Pinchart, René (1891–1970), belgischer Turner und Fechttrainer
- Pinchas ben Jair, jüdischer Gelehrter
- Pinchasi, Rafael (* 1940), israelischer Politiker
- Pinchback, P. B. S. (1837–1921), US-amerikanischer Politiker
- Pinchbeck, Daniel (* 1966), US-amerikanischer Autor und Verfechter des Gebrauchs von psychedelischen Substanzen
- Pincher, Christopher (* 1969), britischer Politiker
- Pincherle, Marc (1888–1974), französischer Musikwissenschaftler und Violinist
- Pincherle, Salvatore (1853–1936), italienischer Mathematiker
- Pinches, Barry (* 1970), englischer Snookerspieler
- Pinching, Evelyn (1915–1988), britische Skirennläuferin
- Pinchon, Joseph (1871–1953), französischer Grafiker
- Pinchon, Robert Antoine (1886–1943), französischer Landschaftsmaler des Post-Impressionismus
- Pinchot, Bronson (* 1959), US-amerikanischer SchauspielerBronson Pinchot (* 1959)

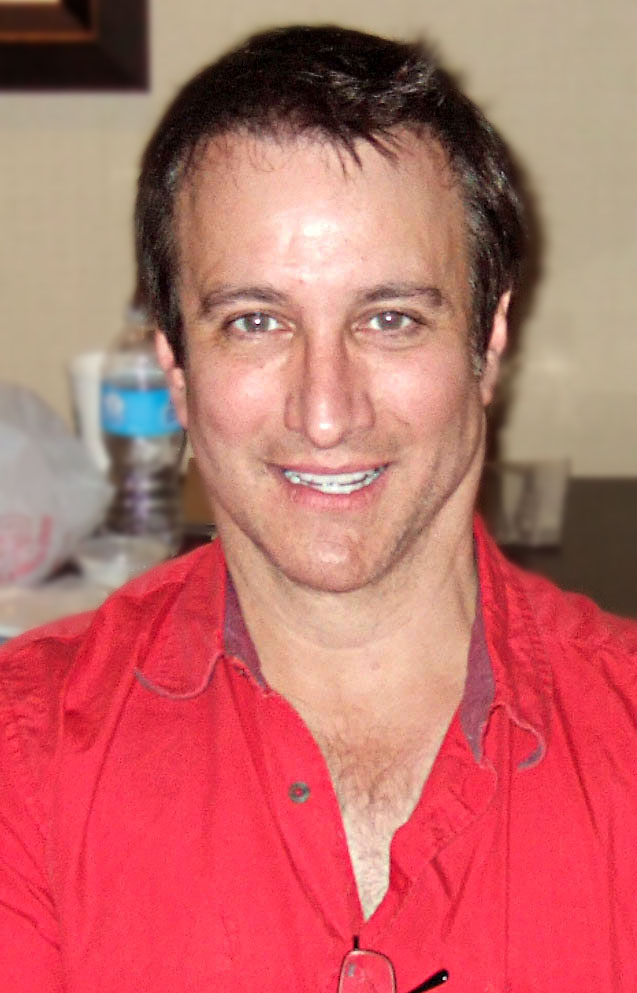
Bronson Pinchot (* 1959)

- Pinchot, Gifford (1865–1946), US-amerikanischer Forstwissenschaftler, Politiker der Republikanischen Partei und Umweltschützer
- Pinchot, Rosamond (1904–1938), amerikanische Schauspielerin
- Pinci, Antonino (1912–1987), italienischer Geistlicher, römisch-katholischer Erzbischof und Diplomat des Heiligen Stuhls
- Pinčić, Doris (* 1988), kroatische Schauspielerin
- Pincier, Hermann (1598–1668), deutscher Jurist und Domherr im Lübecker Domkapitel
- Pincier, Johann Ludwig von (1660–1730), Jurist, königlich dänischer Amtmann, Geheimer Rat und Dompropst
- Pincier, Johannes (1556–1624), deutscher Mediziner, Physiker und Hochschullehrer
- Pincier, Ludwig (1561–1612), deutscher Jurist in der Frühen Neuzeit und erster lutherischer Dekan des Lübecker Domkapitels
- Pinciotti, Anthony († 2024), US-amerikanischer Jazzmusiker
- Pinck, Franz († 1798), Warschauer Bildhauer
- Pinck, Louis (1873–1940), deutscher Volksliedforscher und -sammler
- Pinckaers, Servais-Théodore (1925–2008), katholischer Moraltheologe, Dominikaner
- Pincker, Christoph (1619–1678), sächsischer Jurist und Bürgermeister von Leipzig
- Pinckernelle, Hermann (1880–1954), deutscher Rechtsanwalt und Synodaler in Hamburg, MdHB
- Pinckert, Erny (1907–1977), US-amerikanischer American-Football-Spieler
- Pinckert, Friedrich (1814–1893), deutscher Jurist und Politiker
- Pinckert, Johannes (1879–1956), deutscher Alttestamentler, Semitist und Gymnasiallehrer
- Pinckert, Lukas (* 2000), deutscher FußballspielerLukas Pinckert (* 2000)

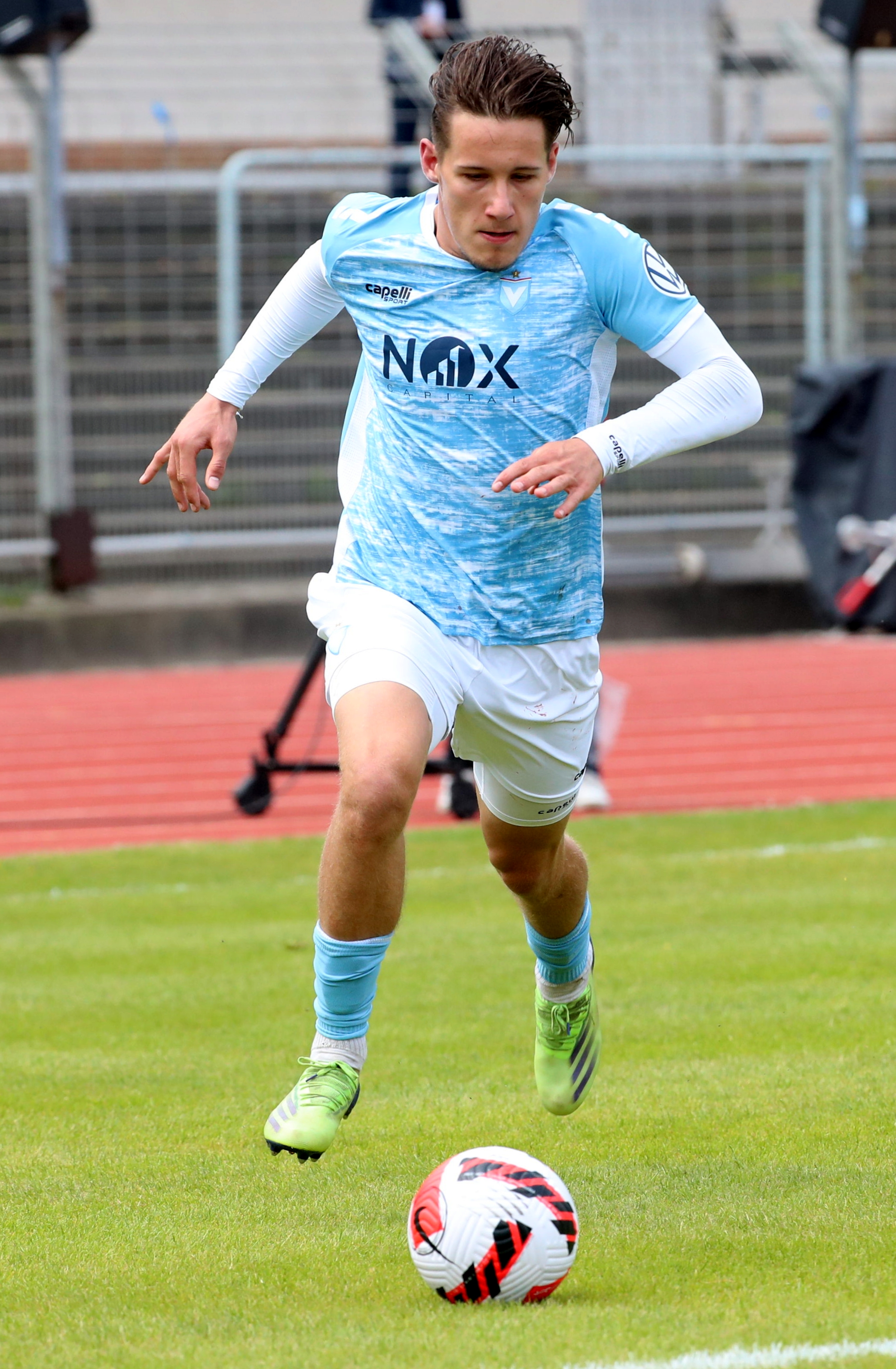
Lukas Pinckert (* 2000)

- Pinckney, Callan (1939–2012), US-amerikanische Autorin
- Pinckney, Charles (1757–1824), US-amerikanischer Politiker
- Pinckney, Charles Cotesworth (1746–1825), US-amerikanischer Jurist, Oberst und Politiker
- Pinckney, Charles Cotesworth (1789–1865), US-amerikanischer Politiker
- Pinckney, Clementa C. (1973–2015), US-amerikanischer Politiker und Geistlicher
- Pinckney, DeAndre (* 2000), US-amerikanischer Basketballspieler
- Pinckney, Eliza Lucas (1722–1793), amerikanische Pflanzerin
- Pinckney, Henry L. (1794–1863), US-amerikanischer Politiker
- Pinckney, John M. (1845–1905), US-amerikanischer Politiker
- Pinckney, Thomas (1750–1828), US-amerikanischer Offizier, Politiker und Diplomat
- Pinckney, Violet (1871–1955), britische Tennisspielerin
- Pinckney, William, US-amerikanischer Politiker
- Pincombe, Steuart, US-amerikanischer Cellist und Gambist
- Pinçon, Michel (1942–2022), französischer Soziologe
- Pincott, Caitlin (* 1982), australische Sprinterin
- Pincová, Veronika (* 1989), tschechische Fußballspielerin
- Pincus, Anne (* 1961), australische Malerin und Bildhauerin
- Pincus, Friedrich (1871–1943), deutscher Augenarzt
- Pincus, Gregory (1903–1967), US-amerikanischer Physiologe
- Pincus, Lily (1898–1981), deutsche Autorin
- Pincus, Mark (* 1966), US-amerikanischer Unternehmer
- Pincussohn, Ludwig (1873–1941), deutsch-US-amerikanischer Biochemiker und Mediziner
- Pinczi, Anita (* 1993), ungarische Fußballspielerin
- Pinczolits, Karl (* 1958), österreichischer Unternehmensberater und Wirtschaftsprofessor
- Pinczuk, Aron (1939–2022), argentinisch-amerikanischer Physiker

### Pind
- Pind, Søren (* 1969), dänischer Politiker der Partei Venstre und in der Regierung Lars Løkke Rasmussen II Justizminister
- Pinda, Mizengo (* 1948), tansanischer Politiker, Regierungschef Tansanias
- Pindall, James († 1825), US-amerikanischer Politiker
- Pindall, Xenophon Overton (1873–1935), US-amerikanischer Politiker
- Pindar, griechischer DichterPindar

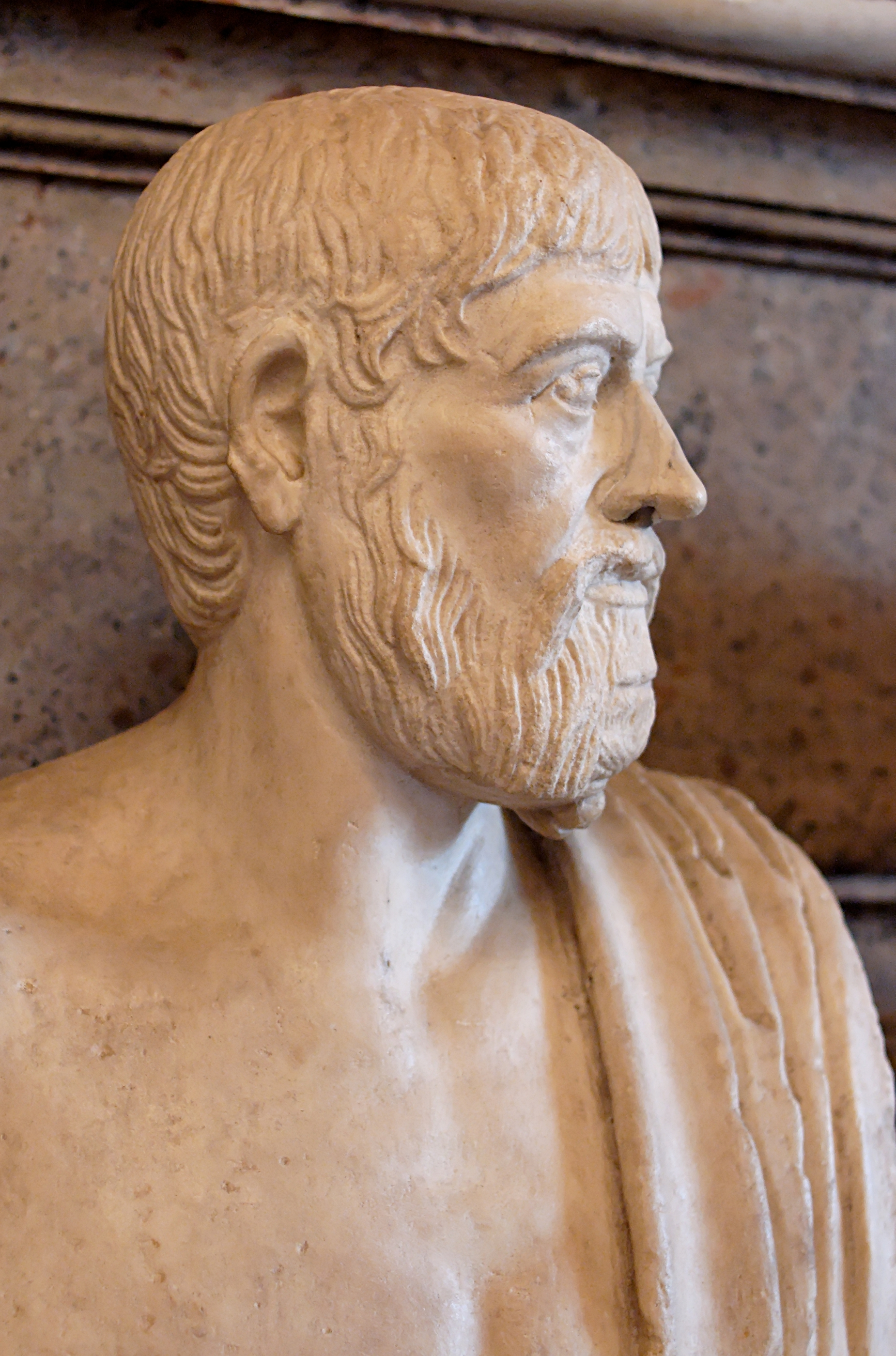
Pindar

- Pindar, John S. (1835–1907), US-amerikanischer Jurist und Politiker
- Pindel, Roman (* 1958), polnischer Geistlicher, römisch-katholischer Bischof von Bielsko-Żywiec
- Pindell, Howardena (* 1943), US-amerikanische Künstlerin und Kuratorin
- Pindemonte, Giovanni (1751–1812), italienischer Dramaturg
- Pinder, Alex, britischer Schauspieler und Theaterregisseur
- Pinder, Demetrius (* 1989), bahamaischer Sprinter
- Pinder, Enrique (1947–2024), panamaischer Boxer im Bantamgewicht
- Pinder, Holm (* 1971), deutscher Fußballspieler und -trainer
- Pinder, John (1924–2015), britischer Wirtschafts- und Politikwissenschaftler
- Pinder, John J. junior (1912–1944), US-amerikanischer Militär, Soldat im Zweiten Weltkrieg
- Pinder, Julius (1805–1867), preußischer Beamter und Politiker
- Pinder, Mike (1941–2024), britischer RockmusikerMike Pinder (1941–2024)

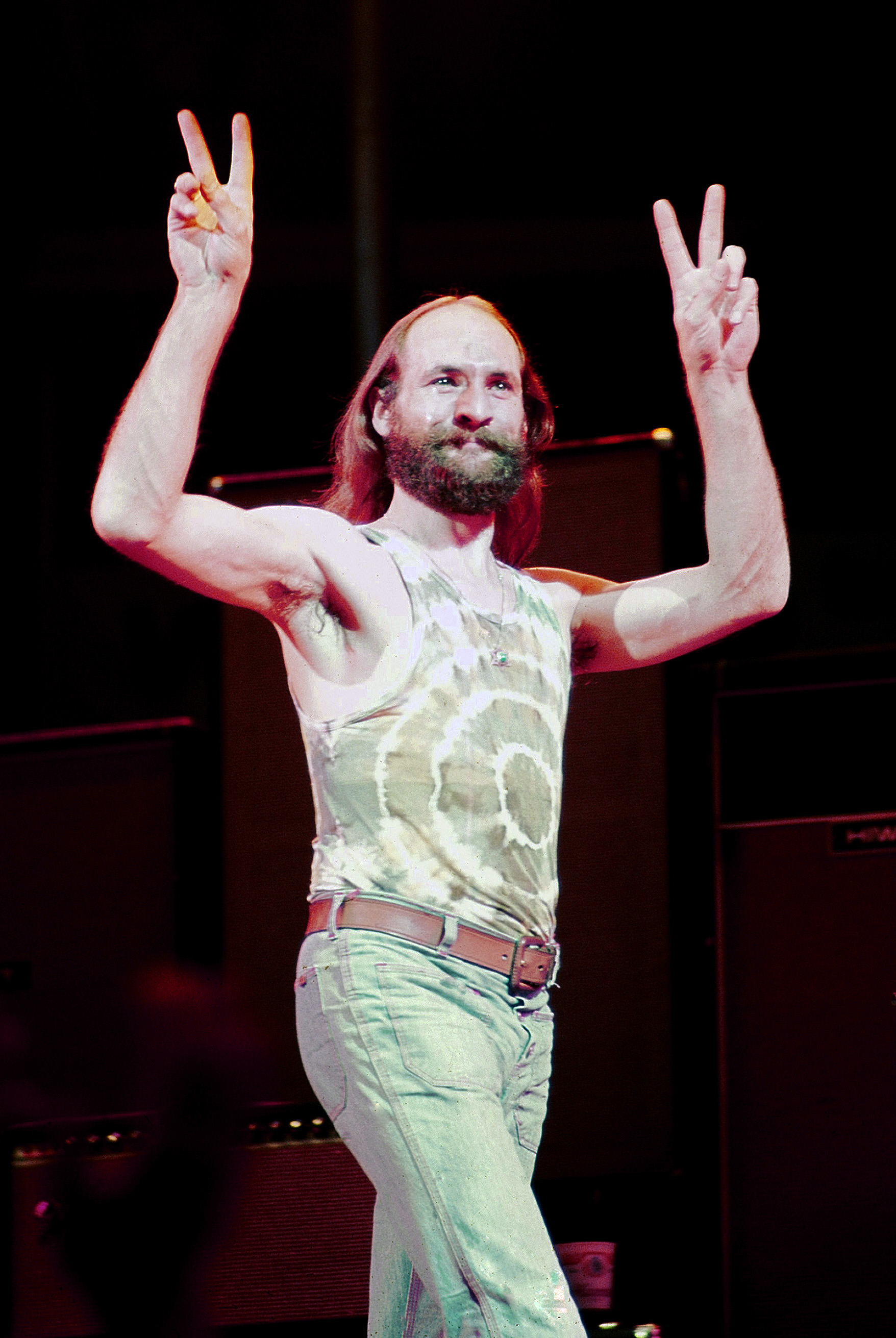
Mike Pinder (1941–2024)

- Pinder, Moritz (1807–1871), deutscher Bibliothekar, Numismatiker und Ministerialbeamter
- Pinder, Patrick Christopher (* 1945), bahamaischer Geistlicher, römisch-katholischer Erzbischof von Nassau
- Pinder, Ulrich († 1519), Stadtarzt in Nürnberg und als Verfasser medizinischer Schriften tätig
- Pinder, Wilhelm (1878–1947), deutscher Kunsthistoriker
- Pinderhughes, Dianne M. (* 1947), US-amerikanische Politikwissenschaftlerin und Hochschullehrerin
- Pinderhughes, Samora (* 1991), amerikanischer Singer-Songwriter, Pianist und Komponist
- Pindi Mwanza, André Giraud (* 1964), kongolesischer Geistlicher, römisch-katholischer Bischof von Matadi
- Pindl, Alois (1920–2021), deutscher Kaufmann und Schulgründer
- Pindling, Lynden O. (1930–2000), bahamaischer Politiker, Premierminister der Bahamas (1967–1992)
- Pindling, Marguerite (* 1932), bahamaische Politikerin, Generalgouverneurin der Bahamas
- Pindo, Hans von (1851–1923), österreichischer Theaterschauspieler und Theaterregisseur
- Pindo, Hedwig von, österreichische Theaterschauspielerin
- Pindshurowa, Gjurga (1895–1971), bulgarische Sängerin
- Pindter, Emil Friedrich von (1836–1897), österreichischer Journalist
- Pindter, Walter (1911–1989), deutscher Kameramann, Filmregisseur und Fernsehproduzent
- Pinduca (* 1937), brasilianischer Musiker
- Pindur, Ulf (* 1943), deutscher Hochschullehrer
- Pindy, Jean-Louis (1840–1917), französischer Kommunarde und Anarchist

### Pine
- Pine Mayugba, Renato (* 1955), philippinischer Geistlicher, römisch-katholischer Bischof von Laoag
- Pine, Adam (* 1976), australischer Schwimmer
- Pine, Catherine (1864–1941), englisch-britische Krankenschwester und Suffragette
- Pine, Chris (* 1980), US-amerikanischer SchauspielerChris Pine (* 1980)

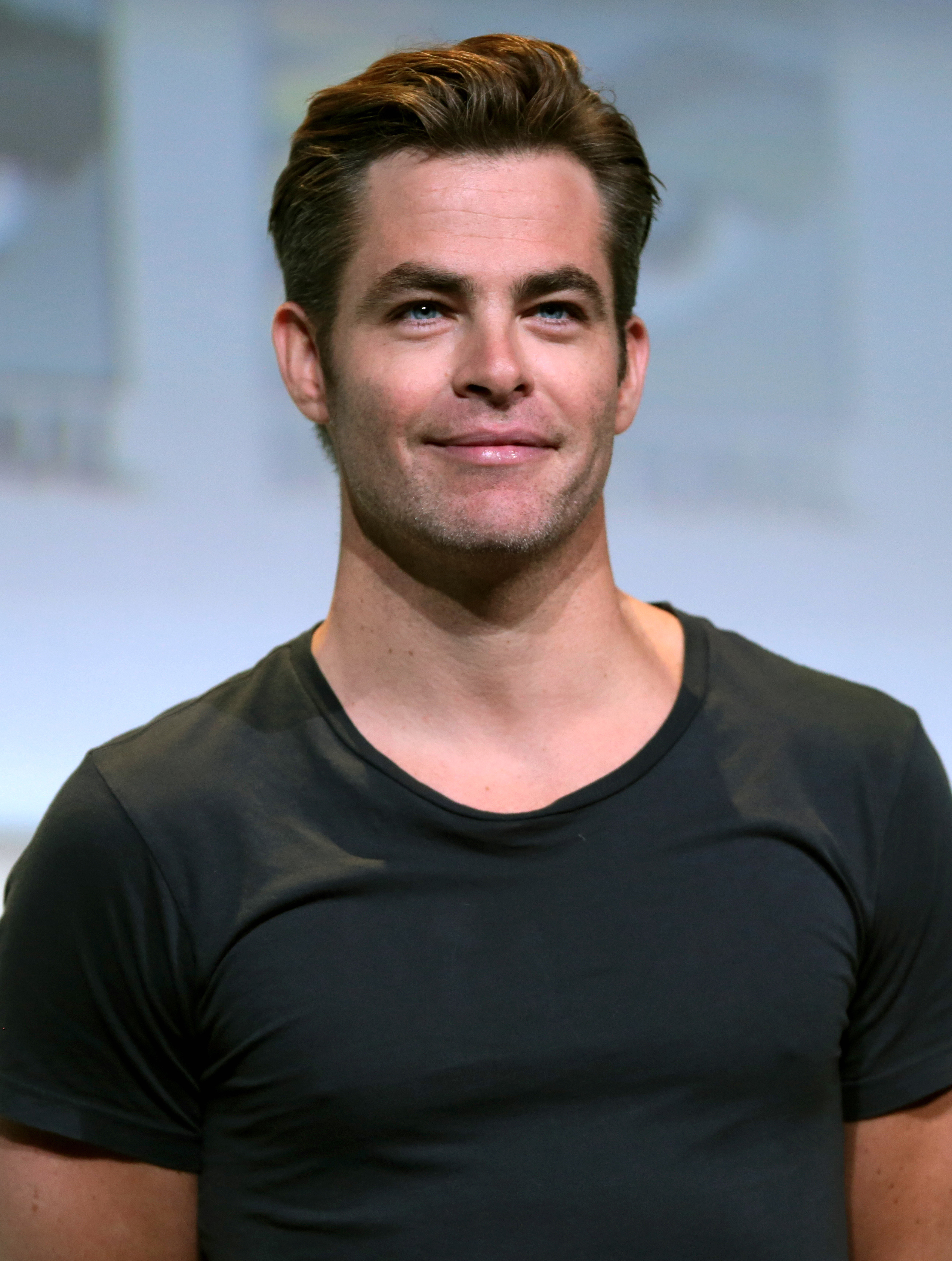
Chris Pine (* 1980)

- Pine, Courtney (* 1964), britischer Jazz-Saxophonist
- Pine, Gary, jamaikanischer Reggaemusiker
- Pine, Larry (* 1945), US-amerikanischer SchauspielerLarry Pine (* 1945)

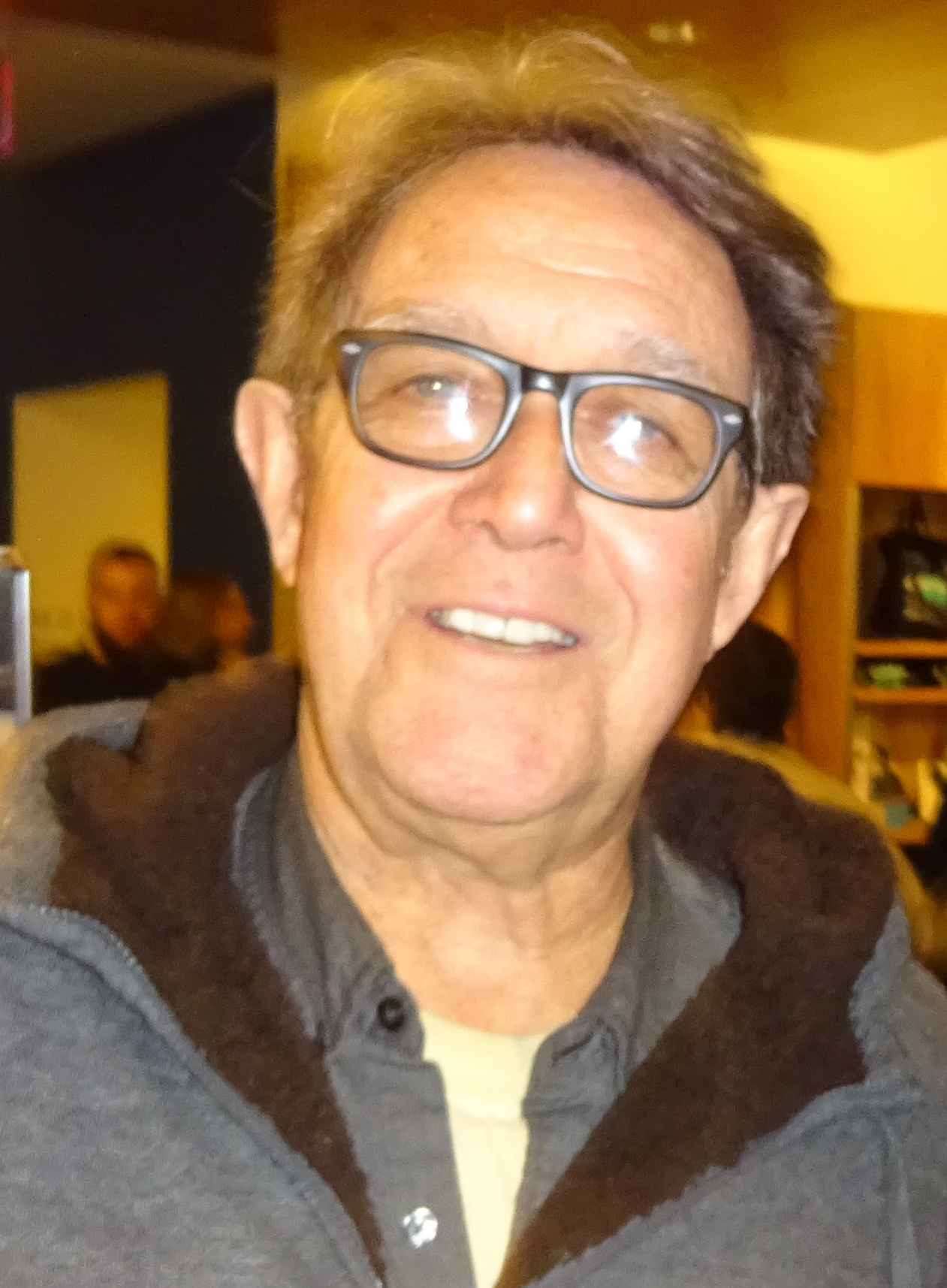
Larry Pine (* 1945)

- Pine, Phillip (1920–2006), US-amerikanischer Schauspieler
- Pine, Robert (* 1941), US-amerikanischer Schauspieler
- Pine, Robert Edge (1730–1788), englischer Porträt- und Historienmaler
- Pine, William B. (1877–1942), US-amerikanischer Politiker
- Pine, William H. (1896–1955), US-amerikanischer Filmproduzent und Filmregisseur
- Pine-Murphy, Jaden (* 1990), neuseeländischer Eishockeytorwart
- Pineau, Allison (* 1989), französische Handballspielerin
- Pineau, Bernard (* 1954), französischer Radrennfahrer
- Pineau, Cédric (* 1985), französischer Radrennfahrer
- Pineau, Christian (1904–1995), französischer Politiker (SFIO), Mitglied der Nationalversammlung
- Pineau, Cleo (1893–1972), Motorradrennfahrer, Jagdflieger im Ersten Weltkrieg und Stahlindustrieller
- Pineau, Gisèle (* 1956), französisch-guadeloupische Schriftstellerin
- Pineau, Jérôme (* 1980), französischer Radrennfahrer
- Pineau, Joëlle (* 1974), kanadische Informatikerin
- Pineau, Louis-Marie (1842–1921), französischer römisch-katholischer Ordensgeistlicher und Apostolischer Vikar von Süd-Tonking
- Pineault, Adam (* 1986), US-amerikanischer Eishockeyspieler
- Pineda Chacón, Álex (* 1969), honduranischer Fußballspieler
- Pineda Duque, Roberto (1910–1977), kolumbianischer Komponist
- Pineda Fasquelle, Juan José (* 1960), honduranischer Ordensgeistlicher und römisch-katholischer Weihbischof in Tegucigalpa
- Pineda Muñoz, Mariana de (1804–1831), spanische Heldin des Liberalismus
- Pineda Pineda, Salvador (1916–1974), mexikanischer Botschafter
- Pineda Ugarte, José Laureano (1802–1853), nicaraguanischer Politiker, Director Supremo von Nicaragua (1851–1853)
- Pineda, Arnel (* 1967), philippinischer Songwriter, Leadsänger der US-amerikanischen Rockband Journey
- Pineda, Daniel (* 1985), chilenischer Leichtathlet
- Pineda, Daniella (* 1987), US-amerikanische SchauspielerinDaniella Pineda (* 1987)

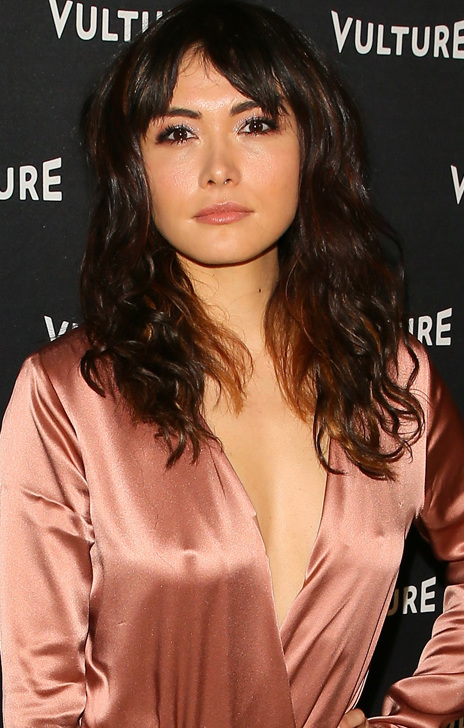
Daniella Pineda (* 1987)

- Pineda, Diana (* 1984), kolumbianische Wasserspringerin
- Pineda, Gonzalo (* 1982), mexikanischer Fußballspieler
- Pineda, Guadalupe (* 1955), mexikanische Sängerin
- Pineda, Hugo (* 1962), mexikanischer Fußballtorwart
- Pineda, Jean Paul (* 1989), chilenischer Fußballspieler
- Pineda, Manu (* 1965), spanischer Politiker (IU, PCE), Aktivist und Gewerkschaftler, MdEP
- Pineda, Mauricio (* 1975), argentinischer Fußballspieler
- Pineda, Orbelín (* 1996), mexikanischer Fußballspieler
- Piñeda, Óscar (* 1977), guatemaltekischer Straßenradrennfahrer
- Pineda, Pablo (* 1974), spanischer Lehrer und SchauspielerPablo Pineda (* 1974)

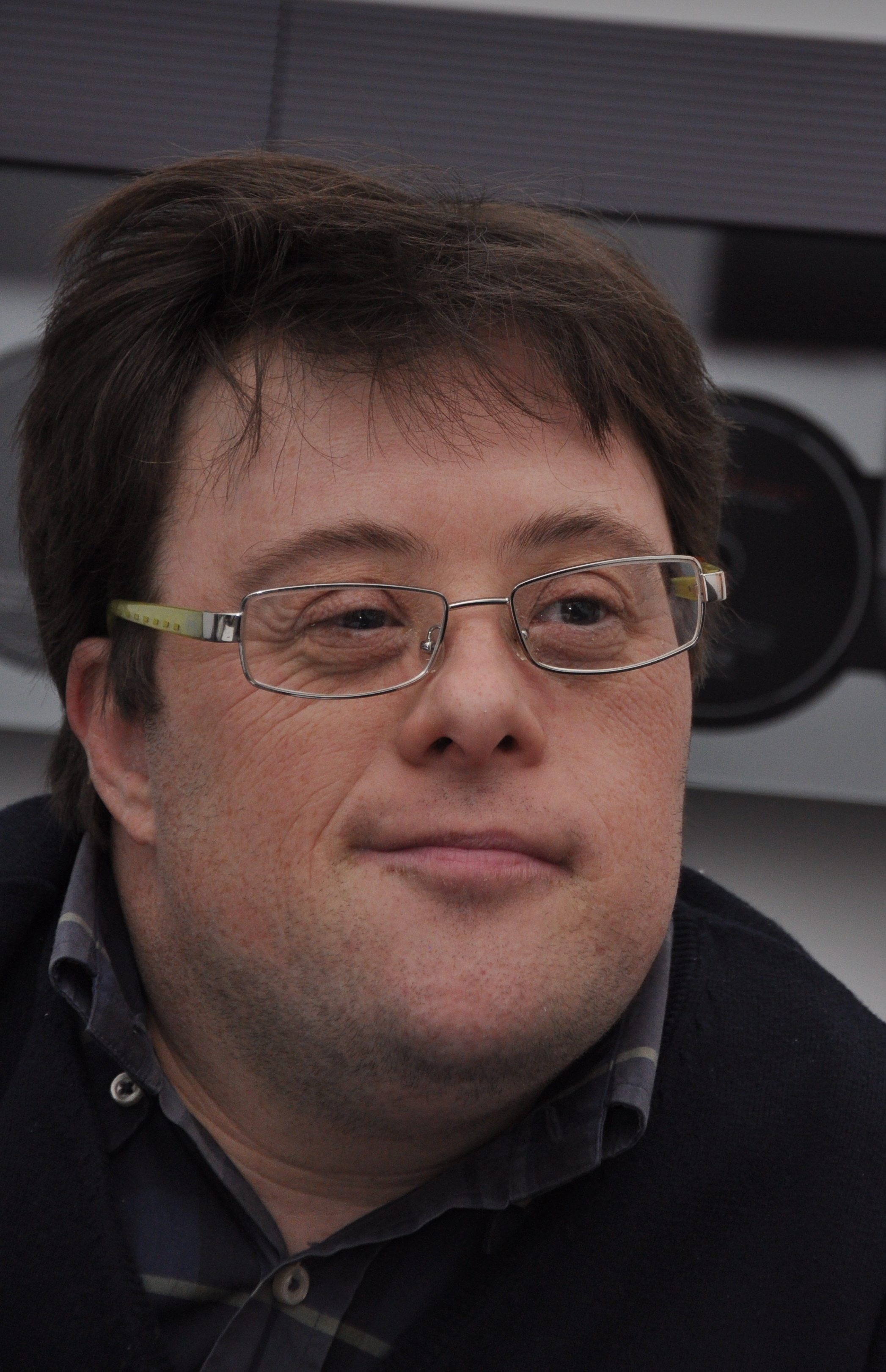
Pablo Pineda (* 1974)

- Pineda, Pedro (* 1971), mexikanischer Fußballspieler
- Pineda, Peter, britischer Romanist, Hispanist, Herausgeber, Grammatiker und Lexikograf spanischer Herkunft
- Pineda, Rafael (* 1966), kolumbianischer Boxer im Halbweltergewicht
- Piñeda, Reynaldo (* 1978), honduranischer Fußballspieler
- Pinedo Valera, Harry Roldán (* 1988), peruanischer Maler
- Pinedo, Bonifacio, Zeremonialkönig der Afro-Bolivianer
- Pinedo, Elisabeth (* 1981), spanische Handballspielerin
- Pinedo, Federico (* 1955), argentinischer Politiker
- Pinedo, Herbert (* 1943), niederländischer Onkologe
- Pinedo, Julio (* 1942), bolivianischer Landwirt und König
- Pinedo, Nelson (1928–2016), kolumbianischer Sänger
- Pinegger, Adolf (1928–2014), österreichischer Politiker (ÖVP)
- Pinegger, Rolf (1873–1957), deutscher Schauspieler
- Pinegger, Rolf (* 1949), deutscher Kinderdarsteller
- Pinegin, Nikolai Wassiljewitsch (1883–1940), russisch-sowjetischer Maler, Schriftsteller und Polarforscher
- Pinegin, Timir Alexejewitsch (1927–2013), sowjetischer Sportsegler
- Pinehas, Martin (* 1962), namibischer Generalleutnant
- Piñeiro García-Calderón, Salvador (* 1949), peruanischer Geistlicher, Erzbischof von Ayacucho o Huamanga
- Piñeiro, Claudia (* 1960), argentinische Journalistin und SchriftstellerinClaudia Piñeiro (* 1960)

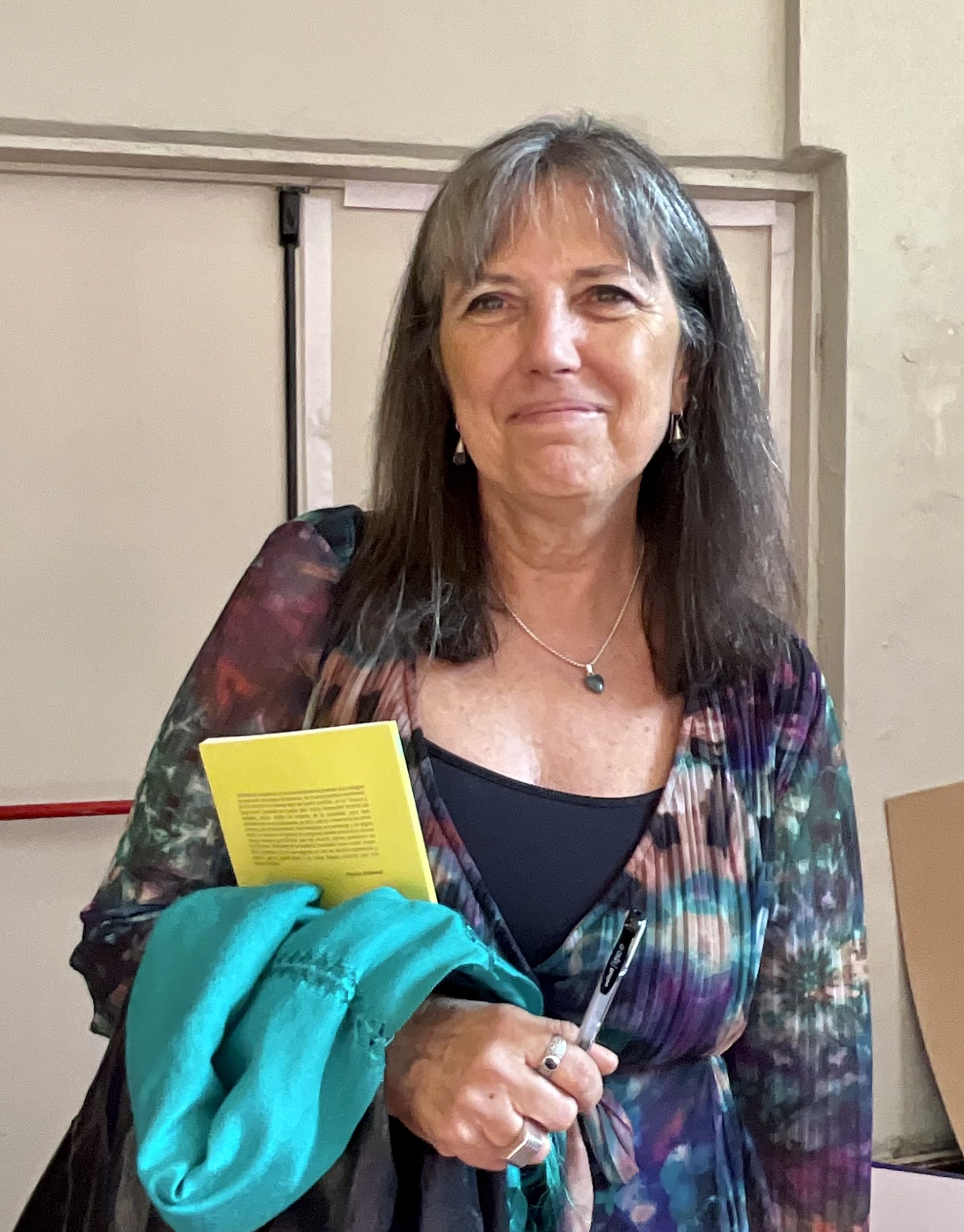
Claudia Piñeiro (* 1960)

- Piñeiro, Manuel (1933–1998), kubanischer Politiker und Revolutionär
- Piñeiro, Ramón (* 1991), spanischer Automobilrennfahrer
- Pineiro, Rogelio J. (* 1961), kubanisch-amerikanischer Autor
- Pinel, Christophe (* 1970), französischer Filmeditor
- Pinel, Florian (* 1985), französischer Nordischer Kombinierer
- Pinel, Marcel (1908–1968), französischer Fußballspieler
- Pinel, Philippe (1745–1826), französischer PsychiaterPhilippe Pinel (1745–1826)

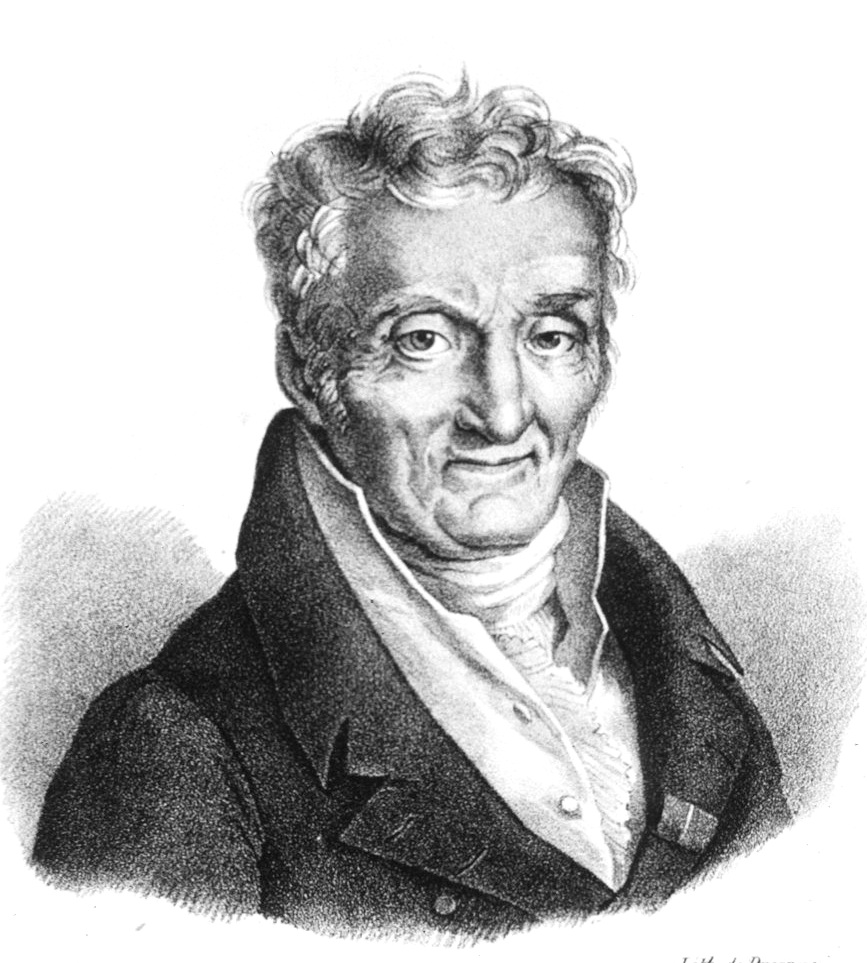
Philippe Pinel (1745–1826)

- Pinel, Susie, britische Politikerin (Jersey)
- Pinel, Sylvia (* 1977), französische Politikerin (PRG), Mitglied der Nationalversammlung
- Pineles, Cipe (1908–1991), US-amerikanische Grafikdesignerin, Kunsterzieherin und Artdirektor
- Pineles, Samuel (1843–1928), Zionist
- Pinell, Alexandra (* 2002), costa-ricanische Fußballspielerin
- Pinelli Ardimenti, Agostino († 1566), 59. Doge der Republik Genua
- Pinelli Luciani, Agostino (1537–1620), 88. Doge der Republik Genua
- Pinelli, Aldo von (1912–1967), italienischer Schriftsteller und Drehbuchautor
- Pinelli, Bartolomeo (1781–1835), italienischer Kupferstecher
- Pinelli, Carlo Alberto (* 1935), italienischer Dokumentarfilmer, Autor und Alpinist
- Pinelli, Domenico (1541–1611), Kardinal der katholischen Kirche
- Pinelli, Ettore (1843–1915), italienischer Violinist und Dirigent
- Pinelli, Gian Vincenzo (1535–1601), italienischer Humanist (Zoologe, Botaniker, Arzt, Sammler und Linguist)
- Pinelli, Giuseppe (1928–1969), italienischer anarchistischer Aktivist
- Pinelli, Oliver (* 1968), deutscher Musikproduzent
- Pinelli, Pier Francesco (* 1963), italienischer Industriemanager
- Pinelli, Tullio (1908–2009), italienischer Drehbuchautor
- Pinello di Ghirardi, Giovanni Battista († 1587), italienischer Komponist und Kapellmeister der Renaissance
- Piñera Carvallo, Bernardino (1915–2020), chilenischer Geistlicher, römisch-katholischer Erzbischof von La Serena
- Piñera, Diego (* 1981), uruguayischer Jazzmusiker
- Piñera, José (* 1948), chilenischer Ökonom und Politiker
- Piñera, Miguel (1954–2025), chilenischer Sänger
- Piñera, Sebastián (1949–2024), chilenischer Unternehmer, Politiker und Staatspräsident ChilesSebastián Piñera (1949–2024)

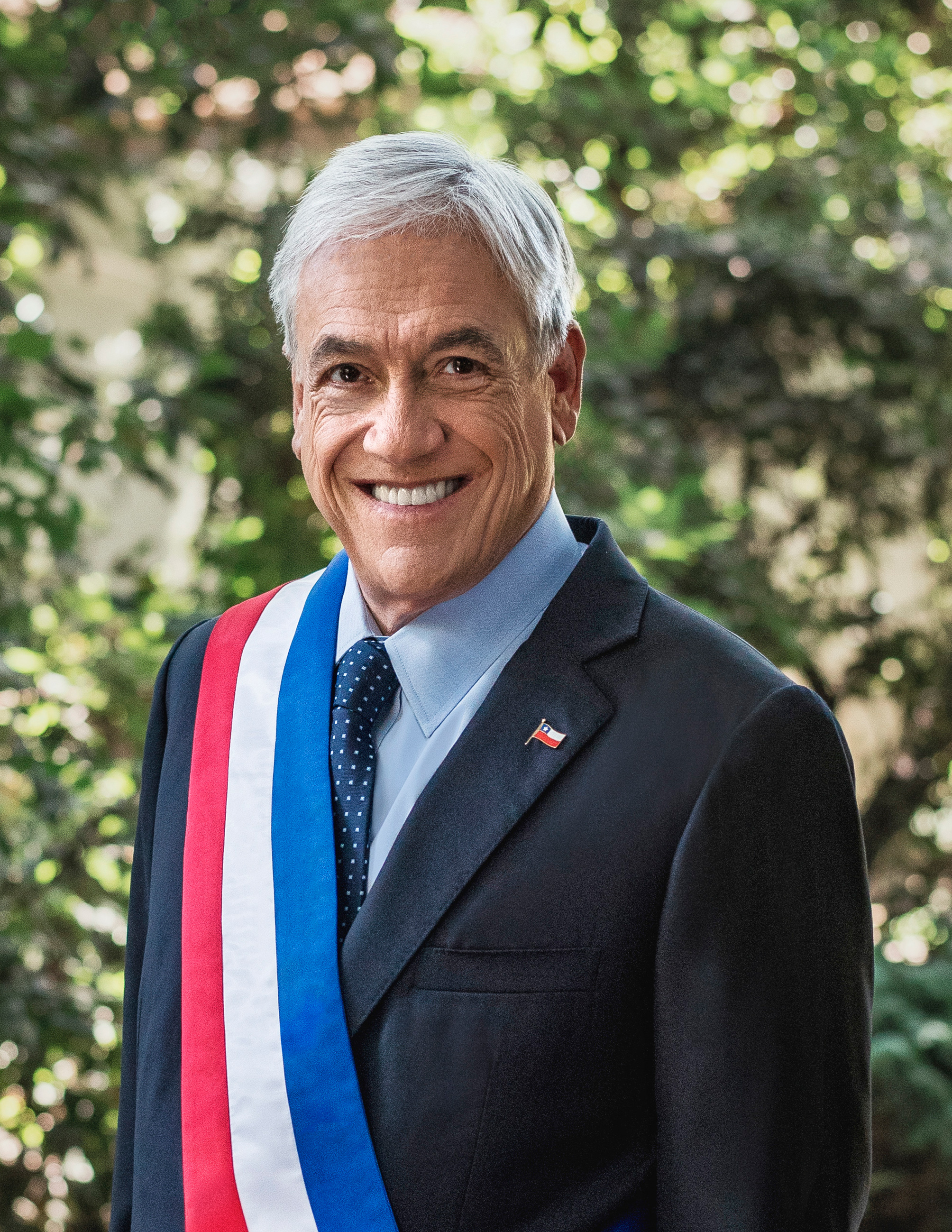
Sebastián Piñera (1949–2024)

- Piñera, Virgilio (1912–1979), kubanischer Schriftsteller und Dichter
- Piñero, Antonio (* 1941), spanischer Philologe, Schriftsteller und Historiker
- Pinero, Arthur Wing (1855–1934), britischer Dramatiker und Theaterschauspieler
- Piñero, Jesús T. (1897–1952), puerto-ricanischer Politiker
- Piñero, Manuel (1920–1969), chilenischer Fußballspieler
- Piñero, Víctor (1923–1975), venezolanischer Sänger
- Piñeros Corpas, Joaquín (1915–1982), kolumbianischer Schriftsteller und Politiker
- Pines, Alexander (1945–2024), US-amerikanischer Chemiker
- Pines, David (1924–2018), US-amerikanischer Physiker
- Pines, Donovan (* 1998), US-amerikanischer Fußballspieler
- Pines, Herman (1902–1996), polnisch-amerikanischer Chemiker
- Pines, Meyer Isser (* 1881), jiddischer Schriftsteller
- Pines, Shlomo (1908–1990), israelischer Philosoph
- Pines-Paz, Ophir (* 1961), israelischer Knesset-Abgeordneter und ehemaliger Minister
- Piness, Jechiel Michel (1824–1913), Misrachist
- Pinette, John (1964–2014), US-amerikanischer Komiker und SchauspielerJohn Pinette (1964–2014)

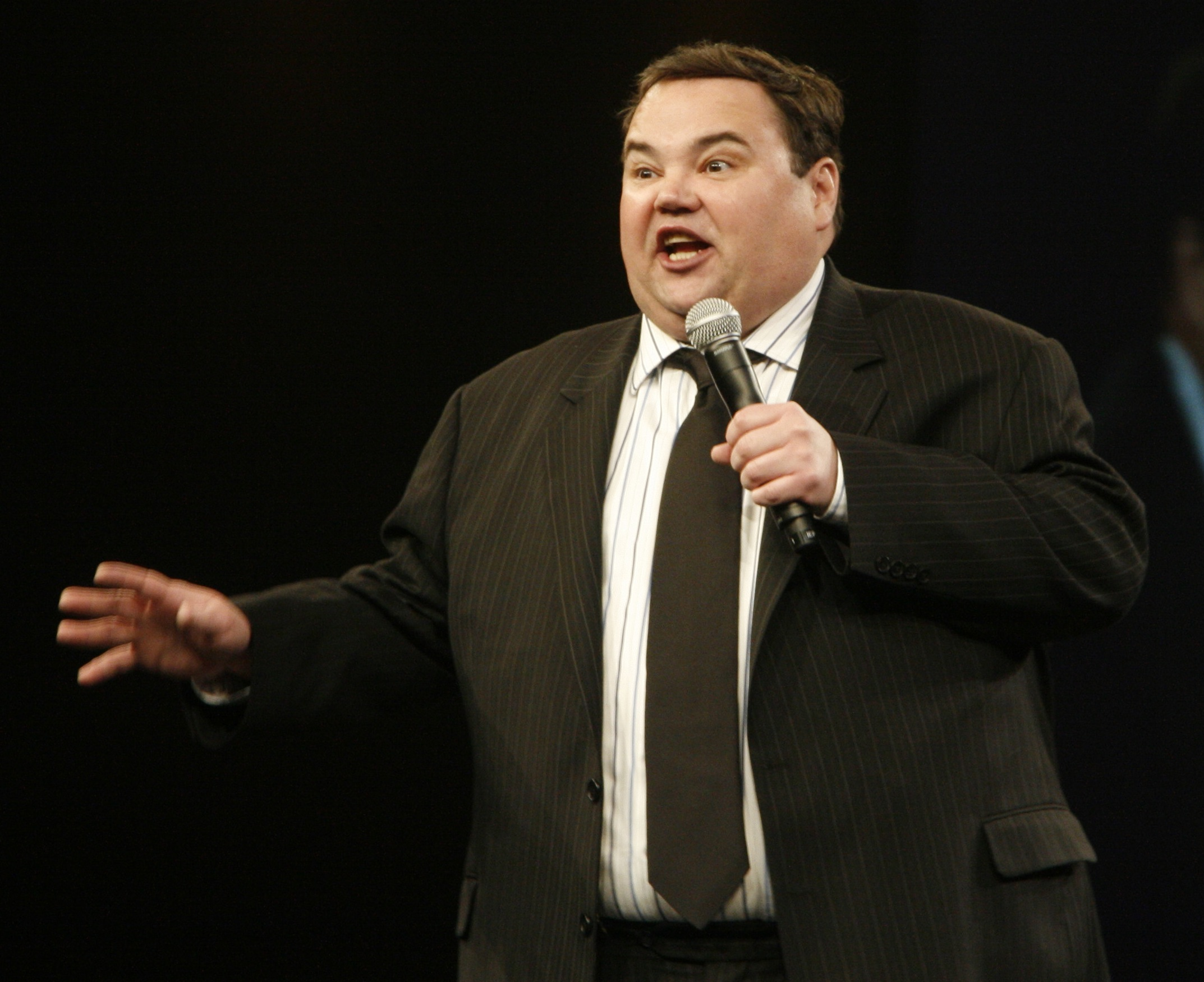
John Pinette (1964–2014)

- Piney, François de Luxembourg, duc de (1542–1613), französischer Adliger, Militär und Diplomat
- Piney, Henri de Luxembourg, duc de (1583–1616), französischer Adliger
- Piñeyro, Carlos R. (* 1890), argentinischer Diplomat
- Piñeyro, Daniel (* 1989), mexikanischer Eishockeyspieler
- Piñeyro, Marcelo (* 1953), argentinischer Filmregisseur und Drehbuchautor
- Piñeyrúa, Darwin (1945–1978), uruguayischer Leichtathlet
- Pinezich, Christoph, österreichischer Basketballtrainer und -spieler
- Pinezich, Markus (* 1988), österreichischer Basketballtrainer

### Pinf
- Pinfold, Andrew (* 1978), kanadischer Radrennfahrer
- Pinfold, Ernest Sheppard (1888–1969), britischer Geologe

### Ping
- Ping († 720 v. Chr.), König der Zhou-Dynastie
- Ping Que (1837–1886), Goldsucher und Geschäftsmann in Australien
- Ping, Jean (* 1942), gabunischer Politiker und Diplomat, Präsident der 59. UN-Generalversammlung
- Pinga (1924–1996), brasilianischer Fußballspieler
- Pinga (* 1981), brasilianischer Fußballspieler
- Pinga, Aimery (* 1998), Schweizer Fußballspieler
- Pinga, Amelia (* 2006), mosambikanische Leichtathletin
- Pingala, indischer Mathematiker und Grammatiker
- Pingel, Burkhard (* 1957), deutscher Fußballspieler
- Pingel, Erwin (* 1924), deutscher DBD-Funktionär, MdV
- Pingel, Falk (* 1944), deutscher Historiker
- Pingel, Frank (* 1964), dänischer Fußballspieler
- Pingel, Friedrich Franz (1904–1994), deutscher Kunsterzieher und Maler
- Pingel, Hans-Otto (* 1953), deutscher ehemaliger Speedwayfahrer
- Pingel, Ole (1938–2009), dänischer Radrennfahrer
- Pingel, Uli (* 1977), deutscher Fernsehmoderator
- Pingel, Volker (1941–2005), deutscher Historiker, Professor für Vor- und Frühgeschichte an der Ruhr-Universität Bochum
- Pingel, Willy (1907–1994), deutscher Kunstbuchbinder
- Pingel, Zoran (* 1999), deutscher Schauspieler
- Pingeling, Gottfried Christian (1688–1769), deutscher Kupferstecher
- Pingeling, Thomas Albrecht (1727–1803), deutscher Kupferstecher
- Pingen, Theodor (1841–1927), deutscher Gutsbesitzer und Politiker (Zentrum), MdR
- Pingeon, Roger (1940–2017), französischer RadrennfahrerRoger Pingeon (1940–2017)

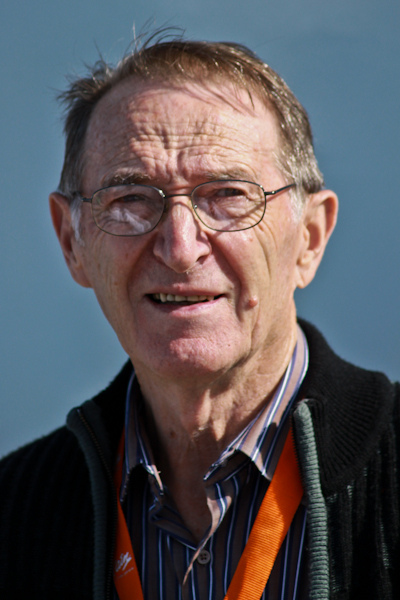
Roger Pingeon (1940–2017)

- Pingeot, Anne (* 1943), französische Kunsthistorikerin
- Pingeot, Mazarine (* 1974), französische Journalistin, Schriftstellerin und DrehbuchautorMazarine Pingeot (* 1974)

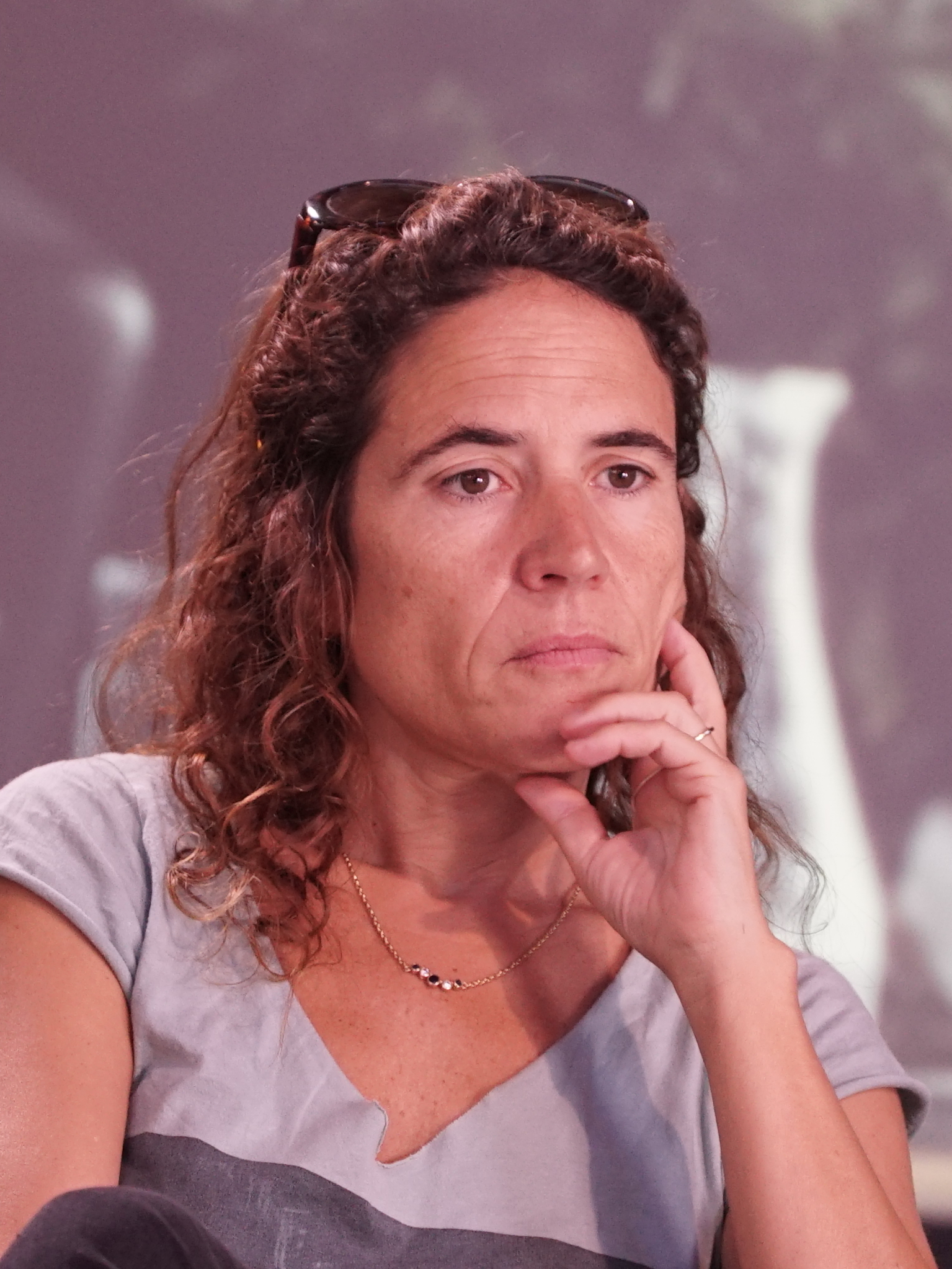
Mazarine Pingeot (* 1974)

- Pinger, Harald (* 1960), deutscher Manager
- Pinger, Mark (* 1970), deutscher Schwimmer
- Pinger, Winfried (1932–2021), deutscher Rechtswissenschaftler und Politiker (CDU), MdB
- Pinget, Robert (1919–1997), Schweizer Schriftsteller
- Pinggera, Armin (* 1944), italienischer Jurist und Politiker (Südtirol)
- Pinggéra, Friedrich (1876–1940), deutscher Sanitätsoffizier, zuletzt Marine-Generalstabsarzt der Reichsmarine
- Pinggera, Greta (* 1995), italienische Naturbahnrodlerin
- Pinggera, Johann (1837–1916), Südtiroler Bergführer
- Pinggéra, Karl (* 1967), deutscher evangelischer Theologe und Hochschullehrer
- Pingitore, Pier Francesco (* 1934), italienischer Regisseur für Film und Fernsehen
- Pingitzer, Robert (* 1985), österreichischer Triathlet
- Pingitzer, Virgil (1541–1619), deutsch-österreichischer Rechtswissenschaftler
- Pingl, Fritz (1931–2015), österreichischer Leichtathlet
- Pingler, Georg (1815–1892), deutscher Arzt, Begründer des Kurwesens in Königstein
- Pingot, Maksymilian (* 2003), polnischer Fußballspieler
- Pingoud, Alfred (1945–2015), deutscher Biochemiker und Hochschullehrer
- Pingoud, Ernest (1887–1942), finnischer Komponist
- Pingoud, Guido (1851–1914), russischer lutherischer Geistlicher, Generalsuperintendent
- Pingré, Alexandre Guy (1711–1796), französischer Astronom
- Pingree, Chellie (* 1955), US-amerikanische Politikerin der Demokratischen Partei
- Pingree, David (1933–2005), US-amerikanischer Orientalist und Mathematikhistoriker
- Pingree, Hazen S. (1840–1901), US-amerikanischer Politiker
- Pingree, Samuel E. (1832–1922), US-amerikanischer Politiker und Gouverneur des Bundesstaates Vermont (1884–1886)
- Pingret, Édouard (1788–1869), französischer Maler und Lithograf
- Pingry, William M. (1806–1885), US-amerikanischer Anwalt und Politiker, der State Auditor von Vermont war (1853–1860)
- Pingsmann, Hannes (1894–1955), deutscher Maler und Grafiker
- Pinguin Moschner (* 1956), deutscher Jazzmusiker
- Pingusson, Georges-Henri (1894–1978), französischer Architekt

### Pinh
- Pinhary, Stephanie (* 1997), zypriotische Badmintonspielerin
- Pinhas, Hermann († 1844), deutscher Kupferstecher
- Pinhas, Jakob (1788–1861), deutscher Publizist
- Pinhas, Juda (1727–1793), deutscher Miniaturmaler
- Pinhas, Salomon (1759–1837), deutscher Miniaturmaler und Radierer
- Pinhas-Delpuech, Rosie (* 1946), türkisch-französische Schriftstellerin und Übersetzerin
- Pinheira, Jean Charles (* 1932), französischer Fotograf
- Pinheiro Chagas, João (1863–1925), portugiesischer Politiker
- Pinheiro Chagas, Manuel Joaquim (1842–1895), portugiesischer Gelehrter, Dichter, Dramatiker, Romancier, Publizist, Journalist, Übersetzer und Politiker
- Pinheiro da Silva, Argemiro (1915–1975), brasilianischer Fußballspieler
- Pinheiro Guerra, Octacílio (1909–1967), brasilianischer Fußballspieler
- Pinheiro, Adail (* 1962), brasilianischer Unternehmer und Kommunalpolitiker
- Pinheiro, Alan (* 1992), brasilianischer Fußballspieler
- Pinheiro, António Costa (1932–2015), portugiesischer bildender Künstler
- Pinheiro, Arlindo (* 1971), são-toméischer Leichtathlet
- Pinheiro, Beatriz (1871–1922), portugiesische Schriftstellerin, Dichterin, Redakteurin und Frauenrechtlerin
- Pinheiro, Bruno (* 1987), portugiesischer Fußballspieler
- Pinheiro, Carlos (1925–2010), portugiesischer Geistlicher, Weihbischof von Braga in Portugal und Titularbischof von Dumium
- Pinheiro, Chaby (1873–1933), portugiesischer Schauspieler
- Pinheiro, Claire (1948–1999), französische Filmeditorin und Tongestalterin
- Pinheiro, Columbano Bordalo (1857–1929), portugiesischer Maler
- Pinheiro, Eder (* 1984), brasilianischer Volleyballspieler
- Pinheiro, Gonçalo († 1567), römisch-katholischer Geistlicher und Bischof von Viseu
- Pinheiro, Gonçalo Lobo (* 1979), portugiesischer Fotojournalist und Dokumentarfotograf
- Pinheiro, João (* 1988), portugiesischer Fußballschiedsrichter
- Pinheiro, João Carlos Batista (1932–2011), brasilianischer Fußballspieler
- Pinheiro, João de Deus (* 1945), portugiesischer Politiker (PSD), MdEP
- Pinheiro, José María (* 1938), brasilianischer Geistlicher, römisch-katholischer Altbischof von Bragança Paulista
- Pinheiro, Julio César (* 1976), brasilianischer Fußballspieler
- Pinheiro, Justina (* 1966), portugiesische Judoka
- Pinheiro, Kléber Laube (* 1990), brasilianischer Fußballspieler
- Pinheiro, Leila (* 1960), brasilianische Bossa Nova-Sängerin und Pianistin
- Pinheiro, Patrick (* 1977), deutscher Schauspieler
- Pinheiro, Paulo Dyrceu (* 1939), brasilianischer Diplomat
- Pinheiro, Paulo Sérgio (* 1944), brasilianischer Politikwissenschaftler und Menschenrechtsexperte
- Pinheiro, Raimundo Carlos Goés (* 1973), brasilianischer katholischer Geistlicher und Kommunalpolitiker
- Pinheiro, Ricky (* 1989), portugiesischer Fußballspieler
- Pinheiro, Teresa (* 1972), portugiesische Germanistin, Lusitanistin und Anthropologin
- Pinhey, Elliot (1910–1999), britischer Entomologe
- Pinhey, Haydon (* 1996), englischer Snookerspieler
- Pinho Moreira Azevedo, Carlos Alberto de (* 1953), portugiesischer römisch-katholischer Geistlicher und Kurienbischof
- Pinho, Aloísio Hilário de (1934–2021), brasilianischer Ordensgeistlicher, römisch-katholischer Bischof von Jataí
- Pinho, Carlos (* 1970), portugiesischer Radrennfahrer
- Pinho, Custodio do (1638–1697), römisch-katholischer Bischof
- Pinho, Manuel (* 1954), portugiesischer Politiker und Wirtschaftswissenschaftler
- Pinho, Maria Benedita Mouzinho de Albuquerque (1865–1939), portugiesische Schriftstellerin, Journalistin, Feministin und republikanische Aktivistin
- Pinho, Pedro (* 1977), portugiesischer Filmproduzent, Regisseur und Kameramann

### Pini
- Pini, Aleardo (1907–1958), Schweizer Politiker (FDP)
- Pini, Carolina (* 1988), italienische Fußballspielerin
- Pini, Guido (* 2008), italienischer Motorradrennfahrer
- Pini, Ingo (* 1936), deutscher Klassischer Archäologe
- Pini, Massimo (1936–2003), Schweizer Politiker
- Pini, Michela (* 1980), Schweizer Filmproduzentin
- Pini, Mick (* 1949), englischer Musiker
- Pini, Richard (* 1950), US-amerikanischer Comiczeichner
- Pini, Rodolfo (1926–2000), uruguayischer Fußballspieler
- Pini, Ryan (* 1981), papua-neuguineischer Schwimmer
- Pini, Sebastian (* 1967), deutscher Politiker (FDP), Staatssekretär im Saarland
- Pini, Udo (* 1941), deutscher Herausgeber und Autor
- Pini, Wendy (* 1951), US-amerikanische Comiczeichnerin
- Pinianus, römischer Senator und der Ehemann der Heiligen Melania der Jüngeren
- Piniek, Hartmut (* 1950), deutscher Maler
- Pinier, Paul-Pierre-Marie-Joseph (1899–1992), französischer Geistlicher und römisch-katholischer Bischof von Constantine
- Piniés, Jaime de (1917–2003), spanischer Diplomat
- Pinigin, Pawel Pawlowitsch (* 1953), sowjetischer Ringer
- Pinigina, Marija (* 1958), russische Sprinterin und Staffel-Olympiasiegerin
- Pinilla Fábrega, José María (1919–1979), 34. Staatspräsident von Panama
- Pinilla, Antonio (* 1971), spanischer Fußballspieler
- Pinilla, Mauricio (* 1984), chilenischer Fußballspieler
- Pinilla, Ramiro (1923–2014), spanischer Schriftsteller
- Pinillos, Daniel (* 1992), spanischer Fußballspieler
- Pinillos, Pablo (* 1974), spanischer Fußballspieler
- Pininfarina, Andrea (1957–2008), italienischer Unternehmer
- Pininfarina, Battista (1893–1966), italienischer Automobildesigner
- Pininfarina, Paolo (1958–2024), italienischer Ingenieur, Designer und Unternehmer
- Pininfarina, Sergio (1926–2012), italienischer Designer und Politiker, MdEPSergio Pininfarina (1926–2012)

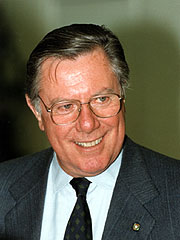
Sergio Pininfarina (1926–2012)

- Pining, Didrik († 1491), deutscher Seefahrer und Entdecker
- Piniński, Leon (1857–1938), polnischer Universitätsprofessor und Politiker
- Piniński, Stanisław (1854–1911), polnischer Jurist und Politiker
- Pinion, Bradley (* 1994), US-amerikanischer American-Football-Spieler
- Pinion, Offutt (1910–1976), US-amerikanischer Sportschütze
- Pinizzotto, Jason (* 1980), deutscher Eishockeyspieler
- Pinizzotto, Leonardo (* 1986), italienischer Straßenradrennfahrer
- Pinizzotto, Steve (* 1984), deutsch-kanadischer Eishockeyspieler

### Pinj
- Pinjajew, Sergei Maximowitsch (* 2004), russischer Fußballspieler
- Pinjo, Džana (* 1982), bosnische Schauspielerin

### Pink
- Pink (* 1979), US-amerikanische Pop-Rock-SängerinPink (* 1979)

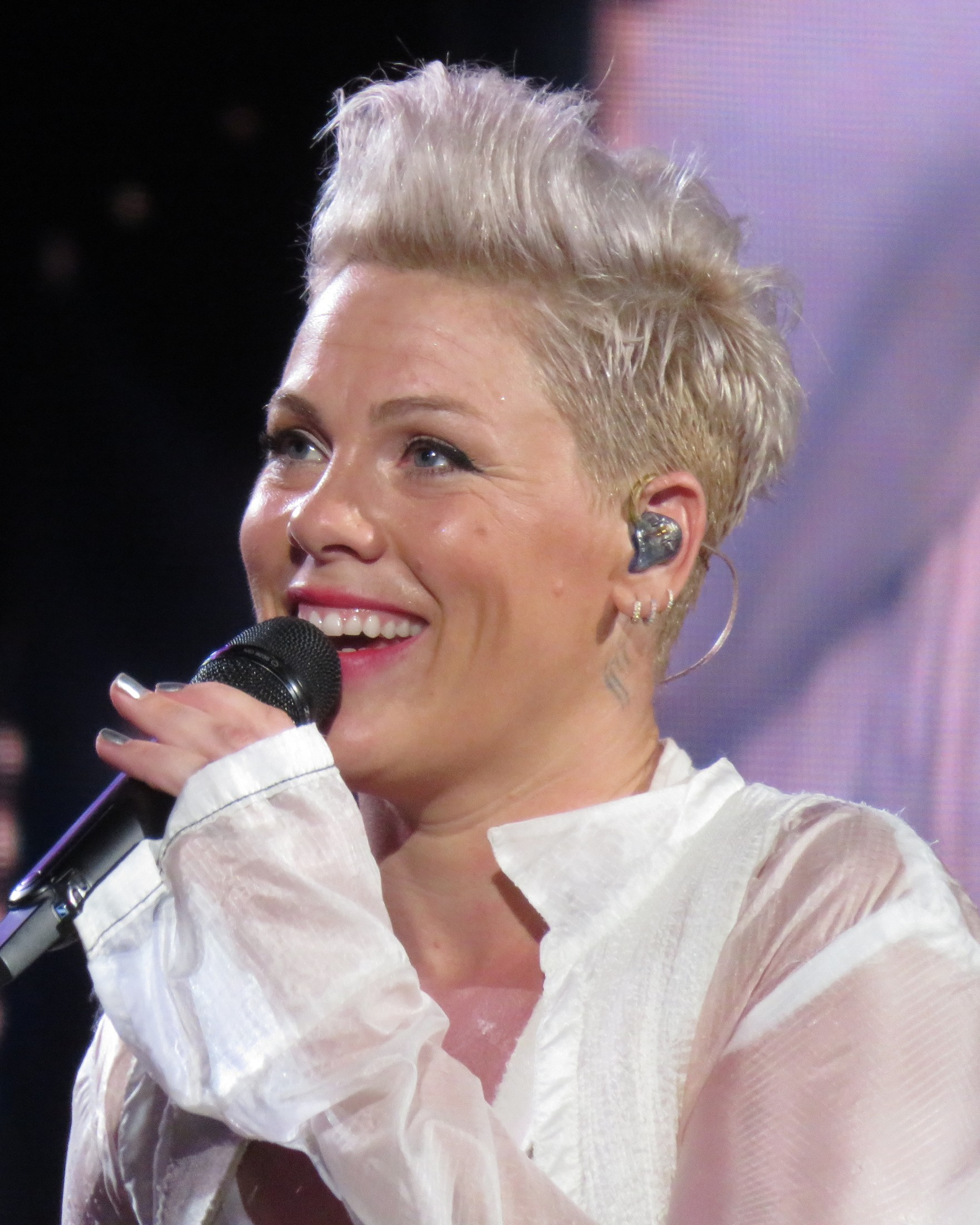
Pink (* 1979)

- Pink Sweats (* 1992), US-amerikanischer R&B-Sänger
- Pink, Daniel H. (* 1964), US-amerikanischer Schriftsteller
- Pink, David (* 1939), britischer Bogenschütze
- Pink, Hans (1906–1974), saarländischer Politiker (KPD) und Widerstandskämpfer
- Pink, Ivor (1910–1966), britischer Diplomat
- Pink, Johanna (* 1974), deutsche Islamwissenschaftlerin
- Pink, Julia (* 1976), deutsche Pornodarstellerin und ErotikmodelJulia Pink (* 1976)

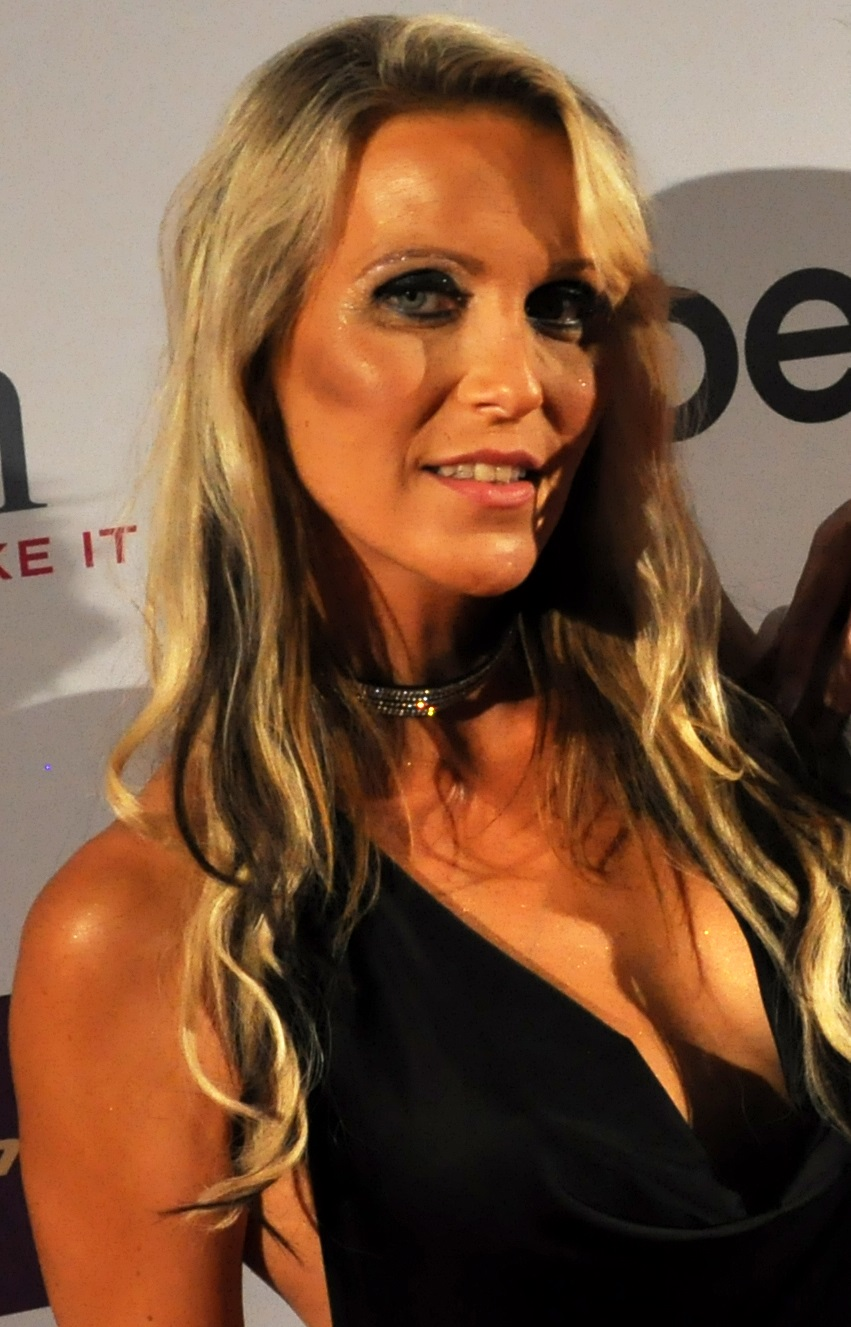
Julia Pink (* 1976)

- Pink, Karl (1884–1965), österreichischer Numismatiker
- Pink, Laureen (* 1983), polnische Pornodarstellerin
- Pink, Maria (1904–1988), deutsche Widerstandskämpferin gegen den Nationalsozialismus
- Pink, Markus (* 1991), österreichischer Fußballspieler
- Pink, Matthäus (* 2001), österreichischer Snowboarder
- Pink, Michael (* 1977), österreichischer Schauspieler, Sänger und Sprecher
- Pink, Monika (* 1982), deutsche Eishockeyspielerin
- Pink, Noah, kanadischer Drehbuchautor
- Pink, Olive (1884–1975), australische botanische Illustratorin, Anthropologin und Aktivistin für die Rechte der Aborigines
- Pink, Oliver (* 1973), österreichischer Journalist
- Pink, Peter Wilhelm (* 1938), deutscher Südostasienwissenschaftler
- Pink, Richard (* 1959), deutscher Mathematiker
- Pink, Sarah (* 1966), britische Sozialwissenschaftlerin und Sozialanthropologin
- Pink, Sidney W. (1916–2002), US-amerikanischer unabhängiger Filmproduzent
- Pink, Thomas, britischer Philosoph und Hochschullehrer
- Pinka, Jana (* 1963), deutsche Politikerin (PDS, Die Linke), MdL
- Pinkal, Manfred (* 1949), deutscher Computerlinguist
- Pinkall, Kurt (* 1955), deutscher Fußballspieler
- Pinkall, Ulrich (* 1955), deutscher Mathematiker
- Pinkard, Maceo (1897–1962), amerikanischer Komponist, Songtexter und Musikverleger
- Pinkard, Ron (* 1941), US-amerikanischer Schauspieler
- Pinkas, Adolf Maria (1800–1865), böhmischer Politiker
- Pinkas, David-Zwi (1895–1952), israelischer Politiker und Minister
- Pinkau, Emil (1850–1922), deutscher Lithograph und Unternehmer
- Pinkau, Karl (1859–1922), deutscher Lithograf, Fotograf und Politiker (SAPD), MdR
- Pinkau, Klaus (1931–2021), deutscher Physiker
- Pinkava, Jan (* 1963), britisch-tschechischer Animator und Drehbuchautor
- Pinke, Gregor (1898–1941), deutscher Widerstandskämpfer gegen das nationalsozialistische Regime unter Adolf Hitler
- Pinke, Tibor (* 1959), ungarischer Badmintonspieler
- Pinkel, Donald (1926–2022), amerikanischer Hämatologe und Onkologe
- Pinkelnig, Eva (* 1988), österreichische Skispringerin
- Pinkenburg, Gerald (* 1963), deutscher Fernsehjournalist und Autor
- Pinkenburg, Gustav (1886–1958), deutscher Kommunalpolitiker
- Pinkepank, Henry (1893–1965), niedersächsischer Politiker (SPD)
- Pinkepank, Johann Heinrich Christian (1818–1890), Hamburger Modelltischler, MdHB
- Pinker, Rudolf (1905–1987), österreichischer Insektenforscher und Geodät
- Pinker, Steven (* 1954), kanadischer Psychologe, Professor für Psychologie an der Harvard UniversitySteven Pinker (* 1954)

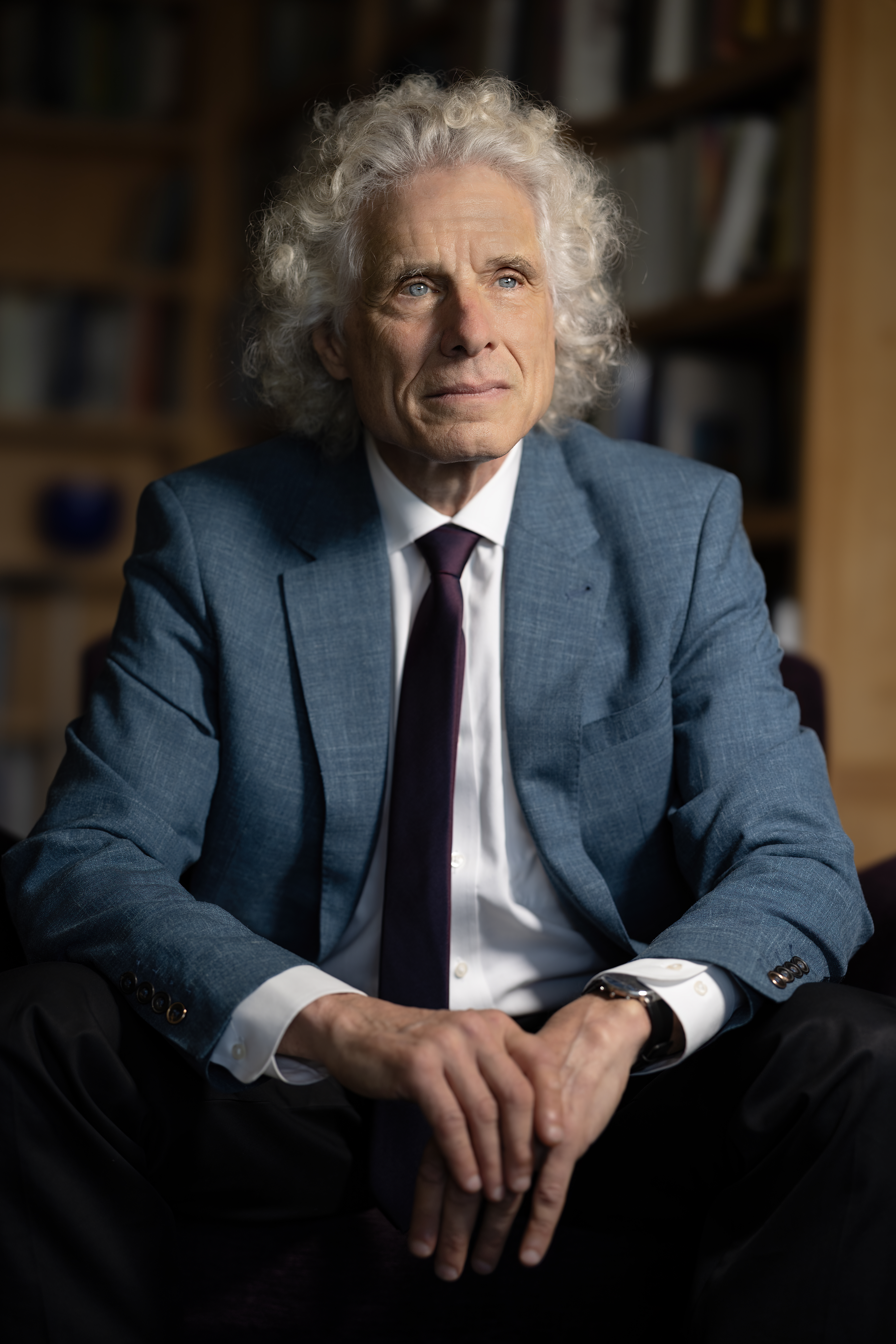
Steven Pinker (* 1954)

- Pinker, Susan (* 1957), kanadische Psychologin, Journalistin und Kolumnistin
- Pinkerfeld, Jacob (1897–1956), israelischer Architekt
- Pinkerneil, Claus (* 1968), deutscher Rechtsanwalt und Schauspieler
- Pinkerneil, Friedrich August (1890–1967), deutscher Wirtschaftsfunktionär, Politiker und Freimaurer
- Pinkernell, Gert (1937–2017), deutscher Romanist und Literaturwissenschaftler
- Pinkert, Ernst (1844–1909), deutscher Gastwirt und Zoogründer
- Pinkert, Stephan (* 1966), deutscher Beamter, Soziologe und Autor
- Pinkerton, Allan (1819–1884), US-amerikanischer Gründer einer Privatdetektei
- Pinkerton, Kathrene (1887–1967), US-amerikanische Schriftstellerin
- Pinkett Smith, Jada (* 1971), US-amerikanische SchauspielerinJada Pinkett Smith (* 1971)

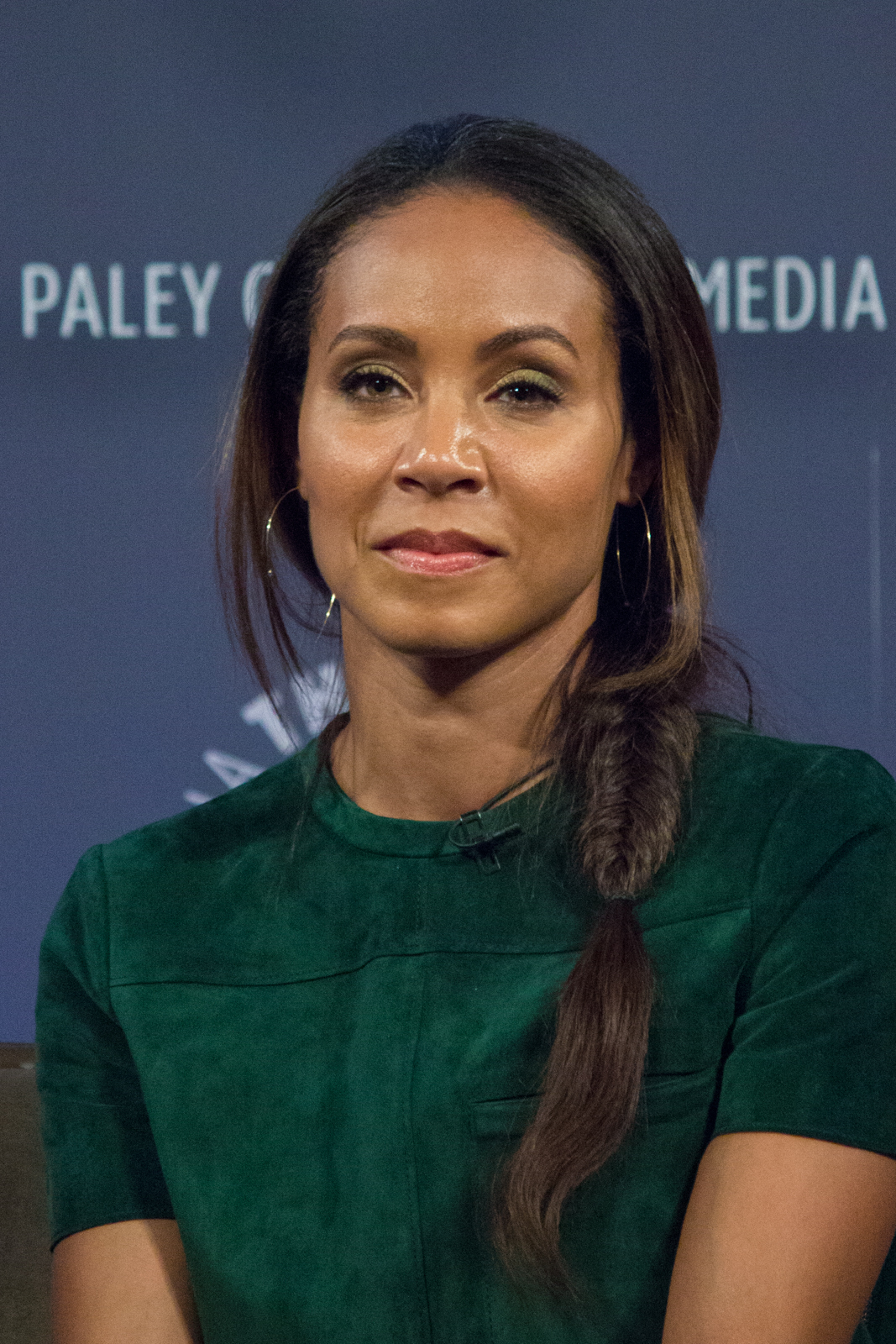
Jada Pinkett Smith (* 1971)

- Pinkett, Ward (1906–1937), US-amerikanischer Jazzmusiker
- Pinkham, Lucius E. (1850–1922), US-amerikanischer Politiker, vierter Territorialgouverneur von Hawaii
- Pinkhof, Leonard (1898–1943), niederländischer Maler und Grafiker jüdischer Abstammung
- Pinkhof, Menachem (1920–1969), niederländischer Widerstandskämpfer während des Zweiten Weltkrieges
- Pinkhof, Mirjam (1916–2011), niederländische Widerstandskämpferin
- Pinkins, Kruize (* 1993), US-amerikanischer Basketballspieler
- Pinkl, Franz (* 1956), österreichischer Banker
- Pinklao (1808–1866), Vizekönig Siams (heute: Thailand)
- Pinkner, Jeff (* 1965), US-amerikanischer Drehbuchautor
- Pinkney, Bill (1925–2007), US-amerikanischer R&B-Sänger
- Pinkney, Fayette (1948–2009), US-amerikanische Sängerin
- Pinkney, William (1764–1822), US-amerikanischer Politiker, Senator und Justizminister
- Pinkohs, Heinz (* 1942), deutscher Fußballspieler
- Pinkohs, Torsten (* 1962), deutscher Fußballspieler
- Pinkola Estés, Clarissa (* 1945), US-amerikanische Ureinwohnerin, Psychoanalytikerin, Dichterin und Schriftstellerin
- Pinkovitch, Albert, französischer Filmproduzent
- Pinkowski, Heiko (* 1966), deutscher Schauspieler
- Pińkowski, Józef (1929–2000), polnischer Politiker, Ministerpräsident von Polen (1980–1981)
- Pinkpank, Karl (1884–1947), deutscher Lehrer, Imker, Autor und Politiker (DB)
- Pinkpank, Marion (* 1973), deutsche Moderatorin und Synchronsprecherin
- PinkPantheress (* 2001), englische PopmusikerinPinkPantheress (* 2001)

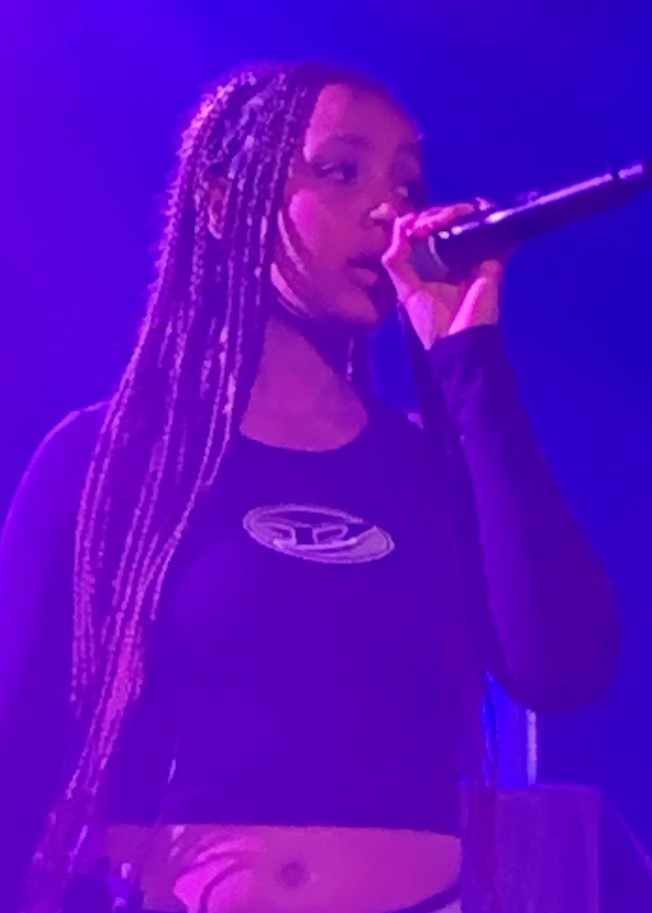
PinkPantheress (* 2001)

- Pinkster, Harm (1942–2021), niederländischer klassischer Philologe
- Pinkston, Clarence (1900–1961), US-amerikanischer Turmspringer
- Pinkston, Jason (* 1987), US-amerikanischer American-Football-Spieler
- Pinkston, Rob (* 1988), US-amerikanischer Schauspieler
- Pinkus, Amalie (1910–1996), Schweizer Frauenrechtlerin und Buchhändlerin
- Pinkus, Benjamin (1933–2014), israelischer Sozialwissenschaftler
- Pinkus, Felix (1868–1947), deutscher Hautarzt
- Pinkus, Frank (1959–2021), deutscher Dramaturg, Regisseur, Autor und Schauspieler
- Pinkus, Gertrud (* 1944), Schweizer Film- und Theaterregisseurin
- Pinkus, Lazar Felix (1881–1947), deutsch-schweizerischer Bankier und Autor
- Pinkus, Theo (1909–1991), Schweizer Publizist und Buchhändler
- Pinkuss, Fritz (1905–1994), deutschbrasilianischer Rabbiner
- Pinkwart, Andreas (* 1960), deutscher Politiker (FDP), MdLAndreas Pinkwart (* 1960)

Andreas Pinkwart (* 1960)

- Pinkwart, Doris (1936–2021), deutsche Klassische Archäologin und Bibliothekarin
- Pinkwart, Horst (1920–1998), deutscher Brigadegeneral der Bundeswehr
- Pinkwater, Daniel (* 1941), US-amerikanischer Schriftsteller von Kinder- und Jugendliteratur

### Pinl
- Pinl, Claudia (* 1941), deutsche Politikwissenschaftlerin und Journalistin
- Pinl, Maximilian (1897–1978), österreichisch-sudetendeutscher Mathematiker

### Pinn
- Pinn, Irmgard (* 1946), deutsche Sozialforscherin
- Pinn, Theodor (1898–1989), deutscher evangelisch-lutherischer Pastor
- Pinna, Pietro (1927–2016), italienischer Aktivist, Wehrdienstverweigerer und Pazifist
- Pinna, Salvatore (* 1975), italienischer Fußballspieler
- Pinnau, Cäsar (1906–1988), deutscher Architekt
- Pinnavaia, Thomas J. (* 1938), US-amerikanischer Physiker
- Pinnawat Phonsawang (* 2005), thailändischer Fußballspieler
- Pinnecke, Wilhelm (1897–1938), deutscher Politiker (KPD), MdR
- Pinnekamp, Johann Carl (1872–1955), Architekt von Kirchenbauten und Wohnhäusern
- Pinnell, Matt (* 1979), US-amerikanischer Politiker
- Pinnella, Michael (* 1969), US-amerikanischer Progressive-Metal-Keyboarder
- Pinner, Adolf (1842–1909), deutscher Chemiker und Hochschullehrer
- Pinner, Albert (1857–1933), deutscher Jurist
- Pinner, Ephraim Moses († 1880), Talmudgelehrter
- Pinner, Erna (1890–1987), britische Künstlerin, Autorin, Naturwissenschaftlerin mit deutschen Wurzeln
- Pinner, Felix (1880–1942), deutscher Schriftsteller und Wirtschaftsjournalist
- Pinner, Heinz (1893–1986), deutscher Jurist
- Pinner, Ulrich (* 1954), deutscher Tennisspieler
- Pinney, Clay (1946–2022), US-amerikanischer Spezialeffektkünstler
- Pinney, Eunice (1770–1849), US-amerikanische Künstlerin der Outsider-Art
- Pinney, Gloria Ferrari (1941–2023), italienisch-US-amerikanische Klassische Archäologin
- Pinnick, Doug (* 1950), US-amerikanischer Metal-Bassist
- Pinniger, Broome Eric (1902–1996), indischer Hockeyspieler
- Pinninghoff, Winfried (* 1948), deutscher Ingenieur, Industriemanager, Professor und Unternehmer
- Pinnington Jones, Jack (* 2003), britischer Tennisspieler aus England
- Pinnios Restitutos, Gaios, römischer Villenbesitzer oder Mosaizist auf Zypern
- Pinno, Johann Friedrich Hermann (1831–1902), preußischer Bergbeamter
- Pinno, Karl (1875–1937), deutscher Architekt
- Pinnock, Anna, britische Szenenbildnerin
- Pinnock, Danielle (* 1988), US-amerikanische SchauspielerinDanielle Pinnock (* 1988)

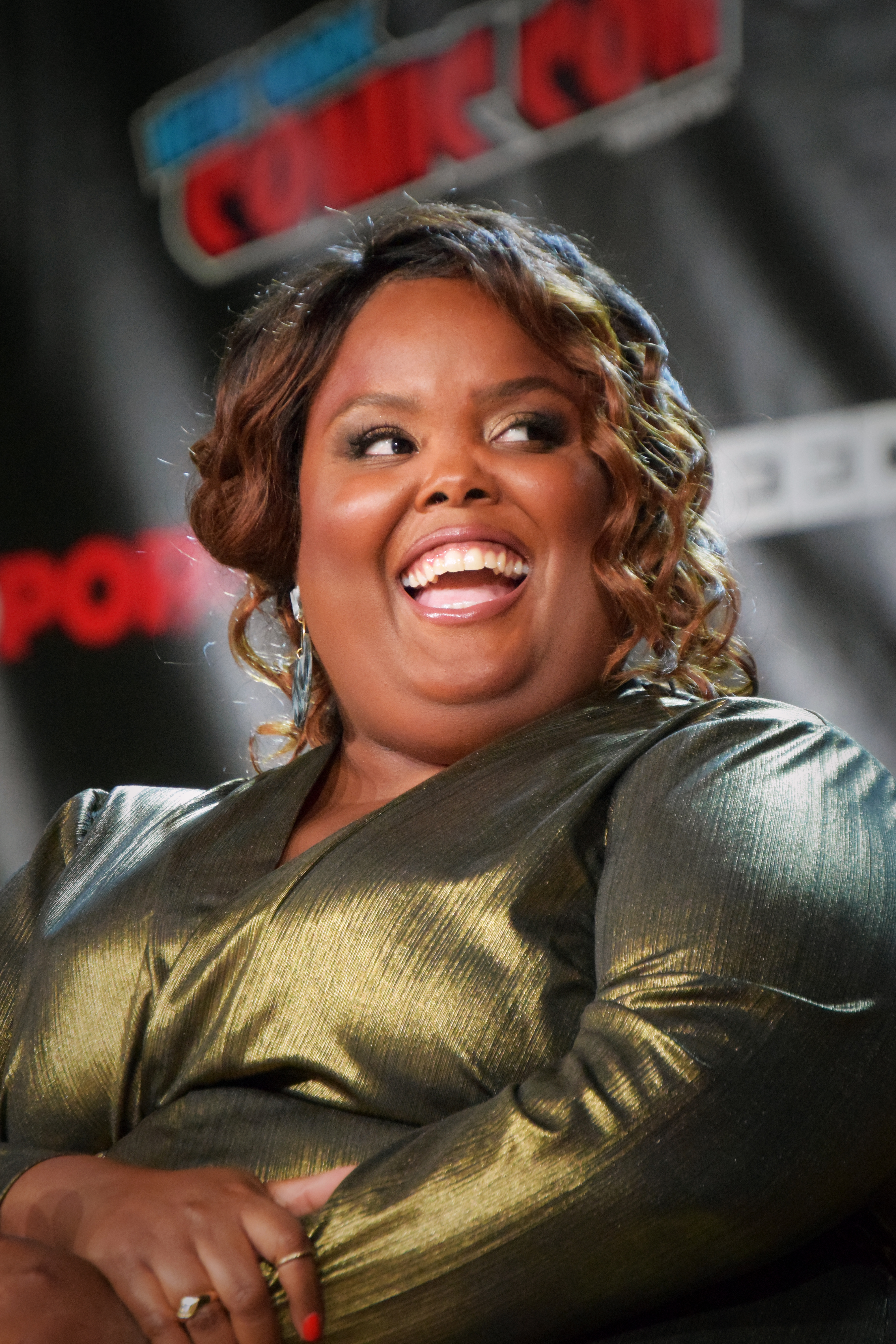
Danielle Pinnock (* 1988)

- Pinnock, Danilo (* 1983), US-amerikanischer Basketballspieler
- Pinnock, Ethan (* 1993), englischer Fußballspieler
- Pinnock, Kathryn, Baroness Pinnock (* 1946), britischer Politiker (Liberal Democrats) und Life Peeress
- Pinnock, Nicholas (* 1973), britischer Schauspieler, Synchronsprecher und TänzerNicholas Pinnock (* 1973)

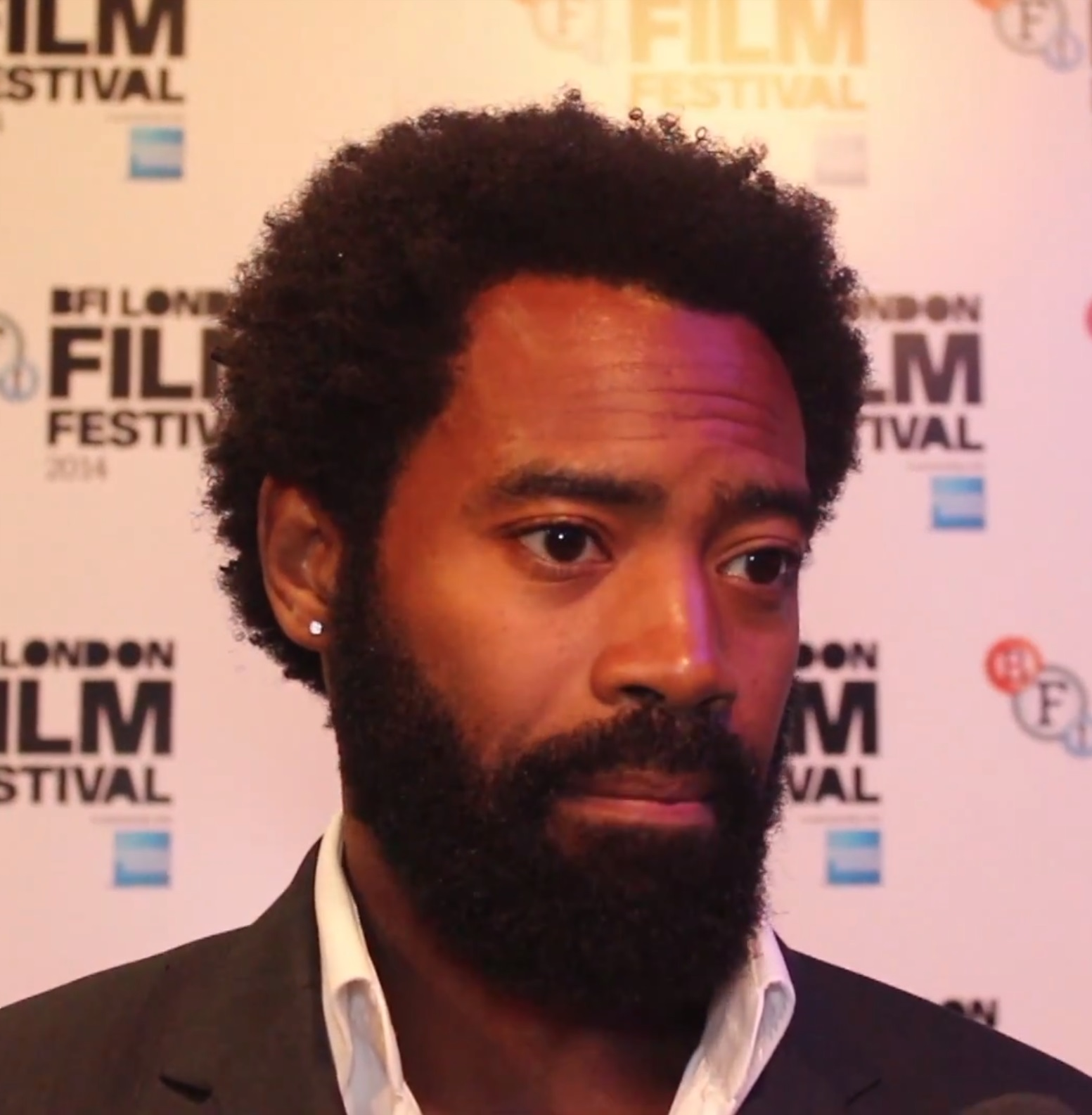
Nicholas Pinnock (* 1973)

- Pinnock, Trevor (* 1946), britischer Dirigent und Cembalist
- Pinnock, Wayne (* 2000), jamaikanischer Weitspringer
- Pinnow, Daniel F. (* 1962), deutscher Führungsexperte, Managementberater und Buchautor
- Pinnow, Heinz-Jürgen (1925–2016), deutscher Linguist
- Pinnow, Hermann (1884–1973), deutscher Althistoriker und Gymnasiallehrer
- Pinnow, Horst (1936–2024), deutscher Schauspieler und Synchronsprecher
- Pinnow, Judith (* 1973), deutsche Moderatorin, Schauspielerin und Autorin
- Pinnow, Karl (1895–1942), Widerstandskämpfer gegen das nationalsozialistische Regime unter Adolf Hitler
- Pinnow, Rainer (* 1950), deutscher Sanitätsoffizier der Marine
- Pinnow, Stefan (* 1968), deutscher Fernsehmoderator

### Pino
- Pino Estévez, Wilfredo (* 1950), kubanischer Geistlicher, römisch-katholischer Erzbischof von Camagüey
- Pino Hinds, Oscar (* 1993), kubanischer Ringer
- Pino Miranda, Teodoro Enrique (1946–2020), mexikanischer Geistlicher, römisch-katholischer Bischof von Huajuapan de León
- Pino Sánchez de Rojas, Joaquín del (1729–1804), spanischer Politiker
- Pino Santos, Óscar (1928–2004), kubanischer Journalist und Diplomat
- Pino Suárez, José María (1869–1913), mexikanischer Politiker, Jurist, Dichter und Journalist
- Pino von Friedenthal, Arthur Georg (1843–1930), österreichisch-schlesischer Generalmajor
- Pino von Friedenthal, Felix (1825–1906), österreichischer Beamter und Politiker
- Pino, Álvaro (* 1956), spanischer Radsportler und Sportlicher Leiter
- Pino, Camilo (* 1968), chilenischer Fußballspieler
- Pino, Danny (* 1974), US-amerikanischer SchauspielerDanny Pino (* 1974)

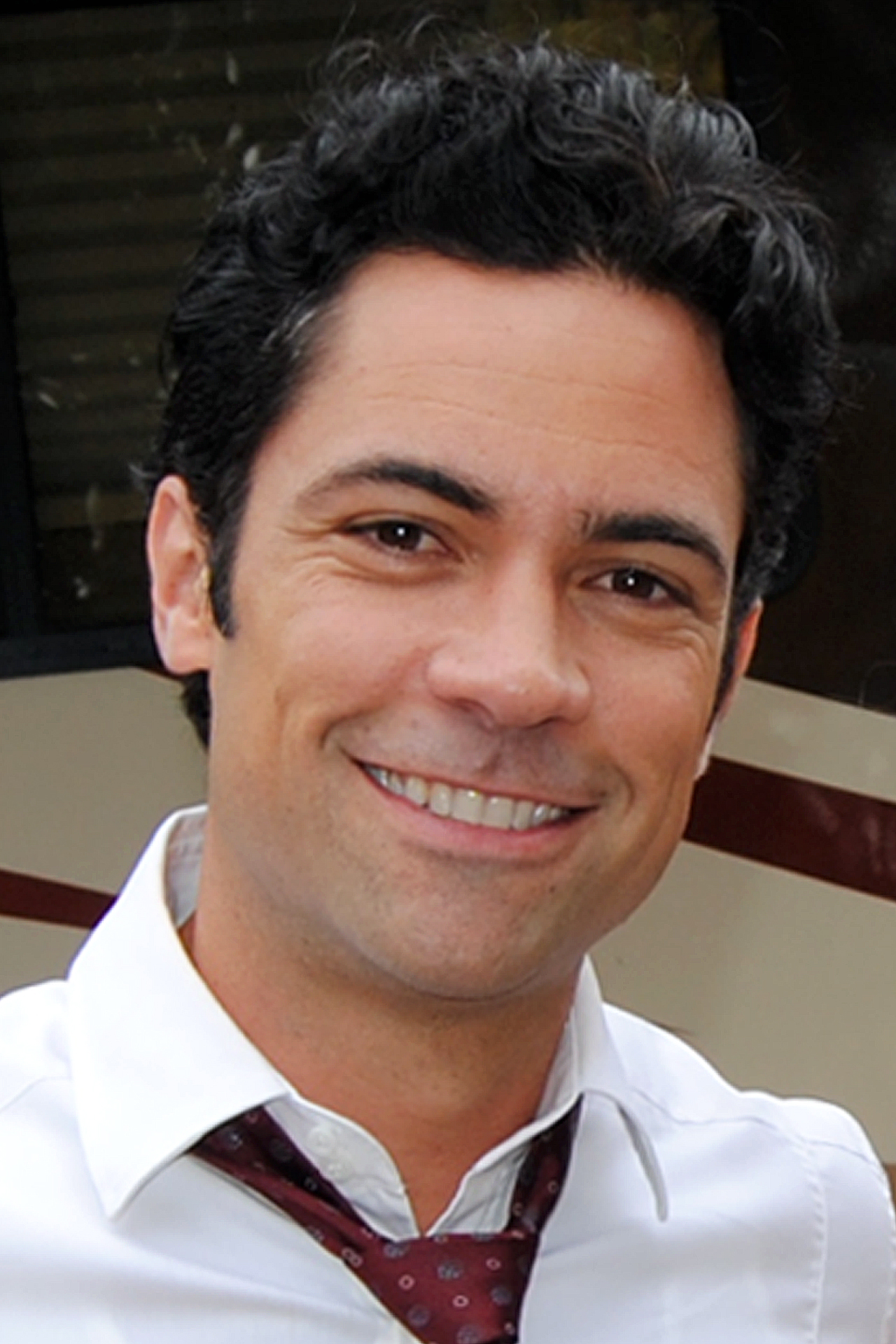
Danny Pino (* 1974)

- Pino, Domenico (1760–1826), italienischer General in napoleonischen Diensten
- Pino, Domingo (1922–1986), chilenischer Fußballspieler
- Pino, Germán (* 1960), chilenischer Fußballspieler
- Pino, Javier del (* 1964), spanischer Journalist und Radiomoderator
- Pino, Juan Pablo (* 1987), kolumbianischer Fußballspieler
- Pino, Lucas (* 1987), US-amerikanischer Jazzmusiker
- Pino, Luis (1947–2016), chilenischer Fußballspieler
- Pino, Marco († 1583), italienischer Maler
- Pino, Mario (* 1952), chilenischer Geologe
- Pino, Nasta (1934–2017), estnische Schriftstellerin
- Pino, Nico (* 2004), chilenischer Rennfahrer
- Pino, Rafael del (1920–2008), spanischer Bauunternehmer
- Pino, Raúl (1925–2002), chilenischer Fußballspieler
- Pino, Santiago (* 1931), uruguayischer Fußballspieler
- Pino, Steffan (* 1994), chilenischer Fußballspieler
- Pino, Teofilo (* 1979), chilenischer Biathlet
- Pino, William, italienischer Tänzer
- Pino, Yeremi (* 2002), spanischer Fußballspieler
- Pinochet, Augusto (1915–2006), chilenischer General und StaatsoberhauptAugusto Pinochet (1915–2006)

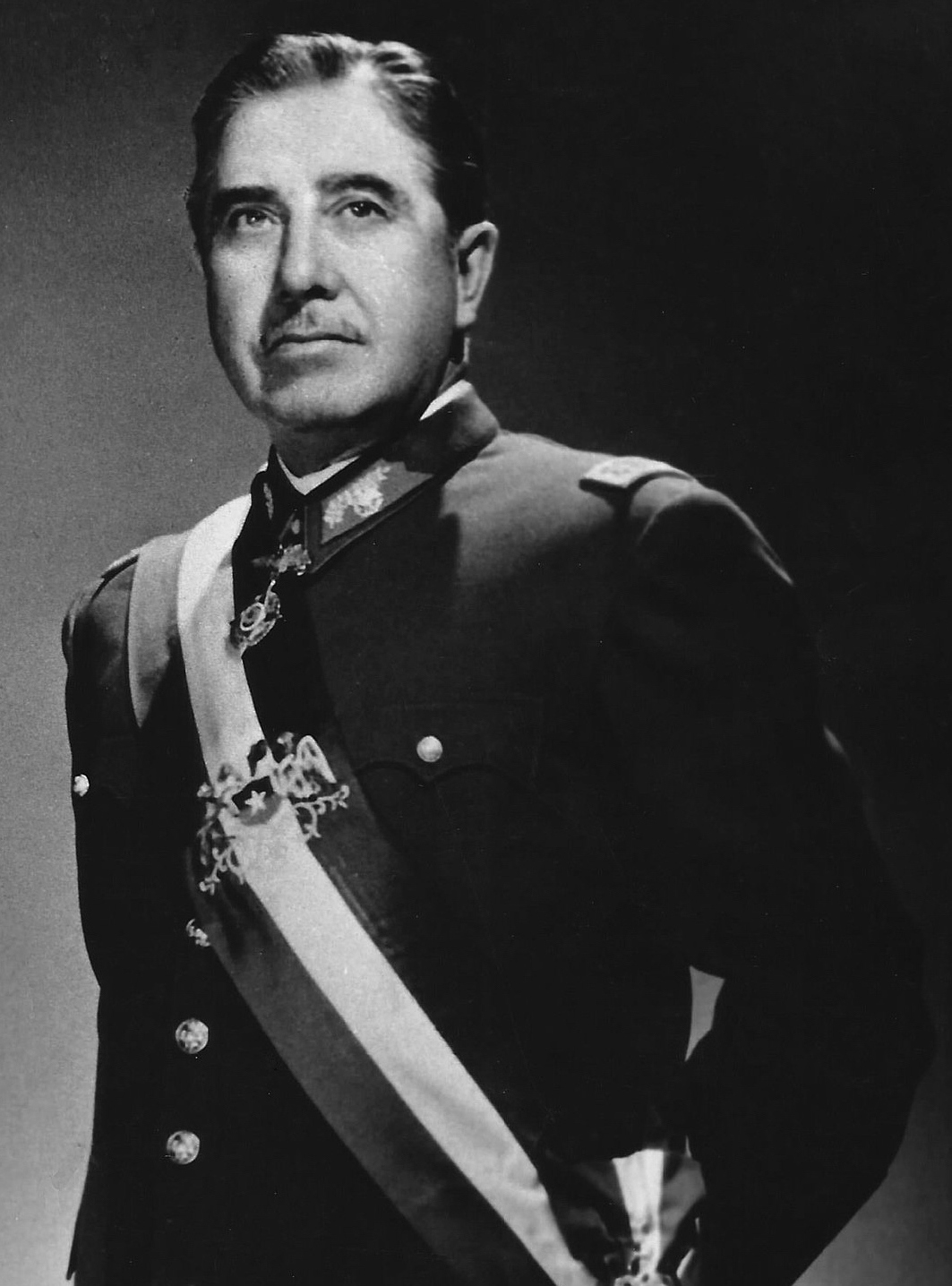
Augusto Pinochet (1915–2006)

- Pinochet, Francisco (1947–1990), chilenischer Fußballspieler
- Pinochet, Lucía (* 1943), chilenische Politikerin
- Pinoff, Isidor (1814–1879), deutscher Mediziner und Parlamentarier in der preußischen Nationalversammlung
- Piñol, Jacqueline (* 1979), US-amerikanische Schauspielerin und Synchronsprecherin
- Pinola, Javier (* 1983), argentinischer Fußballspieler
- Pinon, Andrew (* 1972), US-amerikanischer Schauspieler, Drehbuchautor und Filmproduzent
- Pinon, Dominique (* 1955), französischer FilmschauspielerDominique Pinon (* 1955)

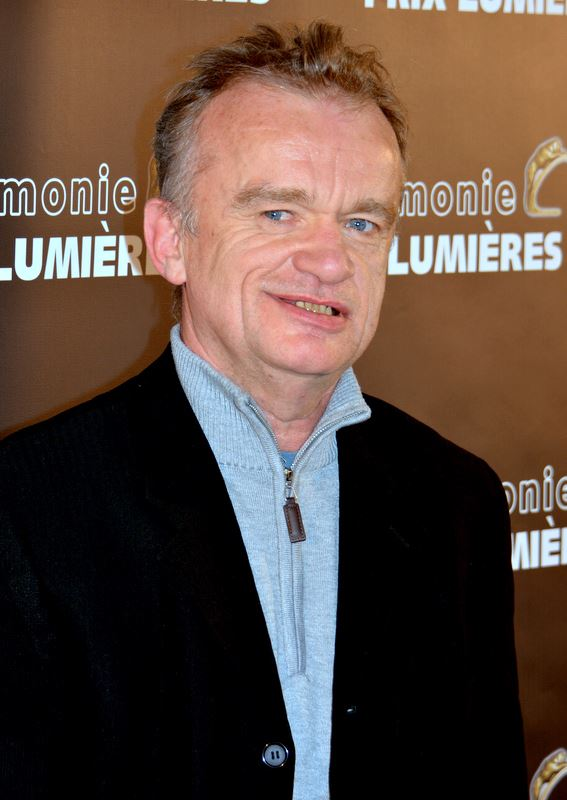
Dominique Pinon (* 1955)

- Piñon, Nélida (1937–2022), brasilianische Schriftstellerin
- Piñones-Arce, Pablo (* 1981), schwedischer Fußballspieler
- Pinós i Comes, Josep (1867–1916), katalanischer Maler
- Piňos, Alois (1925–2008), tschechischer Komponist und Musikpädagoge
- Pinos, Andrea (* 1985), italienischer Bahn- und Straßenradrennfahrer
- Pinós, Carme (* 1954), spanische Architektin, Stadtplanerin und Hochschullehrerin
- Pinot, Margaux (* 1994), französische Judoka
- Pinot, Natalis (1747–1794), französischer Priester und Märtyrer
- Pinot, Thibaut (* 1990), französischer Radrennfahrer
- Pinoteau, Claude (1925–2012), französischer Filmregisseur und Drehbuchautor
- Pinoteau, Hervé (1927–2020), französischer Historiker und Heraldiker
- Pinoteau, Jack (1923–2017), französischer Drehbuchautor und Filmregisseur
- Pinoteau, Roger (1910–1986), französischer Politiker, Mitglied der Nationalversammlung
- Pinotti, Marco (* 1976), italienischer Radrennfahrer und Sportlicher Leiter
- Pinotti, Roberta (* 1961), italienische Politikerin des Partito Democratico, Senatorin, Mitglied der Camera dei deputati
- Pinoy, Alphonse, französischer Turner

### Pins
- Pins, Arthur de (* 1977), französischer Comiczeichner
- Pins, Jacob (1917–2005), deutsch-israelischer Künstler
- Pinschewer, Julius (1883–1961), deutscher Filmproduzent und Pionier des Werbefilms
- Pinschof, Carl (1855–1926), österreichisch-ungarischer Honorarkonsul und Unternehmer in Australien
- Pinseau, Michel (1926–1999), französischer Architekt und Stadtplaner
- Pinsel, Johann Georg, deutschstämmiger Bildhauer und Holzbildhauer im Königreich Polen
- Pinsello, Jean (* 1953), französischer Radrennfahrer
- Pinsent, David (1891–1918), britischer Freund und Mitarbeiter des österreichischen Philosophen Ludwig WittgensteinDavid Pinsent (1891–1918)

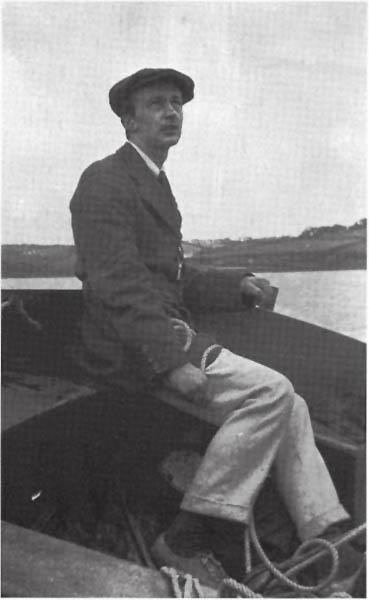
David Pinsent (1891–1918)

- Pinsent, Gordon (1930–2023), kanadischer Schauspieler
- Pinsent, Leah (* 1968), kanadische Schauspielerin und Synchronsprecherin
- Pinsent, Matthew (* 1970), britischer Ruderer
- Pinsk, Johannes (1891–1957), deutscher katholischer Theologe
- Pinske, Annika (* 1982), deutsche Filmregisseurin und Drehbuchautorin
- Pinske, Bastian (* 1978), deutscher Fußballspieler
- Pinske, Michael (* 1985), deutscher Judoka
- Pinsker, Erich (* 1958), deutscher Eishockeyspieler
- Pinsker, Hans Ernst (1909–1987), österreichischer Anglist
- Pinsker, Leo (1821–1891), Arzt und Journalist sowie Vorläufer und Wegbereiter des Zionismus
- Pinsker, Mark Semjonowitsch (1925–2003), russischer Mathematiker
- Pinsker, Sarah, amerikanische Science-Fiction- und Fantasy-Schriftstellerin
- Pinsker, Seth, US-amerikanischer Filmregisseur, Filmproduzent und Drehbuchautor
- Pinsker, Simcha (1801–1864), polnischer Orientalist
- Pinsker, Wilhelm (* 1945), österreichischer Populationsgenetiker, Zoologe und Biologe
- Pinski, Alexander (* 2003), deutscher Handballtorwart
- Pinski, David (1872–1959), jiddischer Schriftsteller
- Pinski, Laura (* 1996), deutsche Sängerin
- Pinskus, Jonas (* 1959), litauischer Politiker und Ruderer
- Pinskuvienė, Živilė (* 1975), litauische Politikerin, Vizeministerin
- Pinsky, Robert (* 1940), US-amerikanischer Dichter und Literaturkritiker
- Pinsl (1927–2009), deutscher Maler
- Pinsly, Samuel M (1899–1977), amerikanischer Unternehmer im Schienenverkehr
- Pinson, Henri (1885–1951), französischer römisch-katholischer Geistlicher und Bischof
- Pinson, Lucie (* 1985), französische Umweltaktivistin
- Pinson, Malcolm (1941–2002), US-amerikanischer Jazz-Schlagzeuger
- Pinsone, Stefano (* 2003), italienischer Ruderer
- Pinsoneault, Pierre Adolphe (1815–1883), kanadischer römisch-katholischer Geistlicher und Bischof von London in Ontario
- Pinstrup-Andersen, Per (* 1939), dänischer Agrarökonom

### Pint
- Pint, Kurt (1942–1997), österreichischer Politiker und Jurist
- Pintacuda, Carlo Maria (1900–1971), italienischer Rennfahrer
- Pintado (* 1965), brasilianischer Fußballspieler und -trainer
- Pintado, Brian (* 1995), ecuadorianischer Leichtathlet
- Pintado, Carlos (* 1974), kubanischer Dichter und Schriftsteller
- Pintado, Enrique (* 1958), uruguayischer Politiker
- Pintado, Jesse (1969–2006), US-amerikanischer Gitarrist
- Pintado, Juan (* 1997), uruguayischer Fußballspieler
- Pintar, Ivan (1888–1963), slowenischer Medizinhistoriker und Gynäkologe
- Pintar, Urška (* 1985), slowenische Radrennfahrerin
- Pintard, René (1903–2002), französischer Romanist und Literaturwissenschaftler
- Pintarelli, Daniela (* 1983), österreichische Radrennfahrerin
- Pintarič, Blaža (* 1980), slowenische Mountainbikerin
- Pintarič, Matija (* 1989), slowenischer Eishockeytorwart
- Pintarič, Robert (* 1964), jugoslawischer Radrennfahrer
- Pintat-Solans, Josep (1925–2007), andorranischer Politiker und Vorsitzender der Regierung
- Pintauro, Danny (* 1976), US-amerikanischer Schauspieler
- Pintchik, Leslie, amerikanischer Jazzmusikerin (Piano, Komposition)
- Pintea, Adrian (1954–2007), rumänischer Schauspieler
- Pintea, Crina (* 1990), rumänische Handballspielerin
- Pintea, Grigore (1670–1703), rumänischer Hajduk
- Pintea, Horatio (* 1962), kanadischer Tischtennisspieler
- Pintenat, Robert (1948–2008), französischer Fußballspieler
- Pintens, Georges (* 1946), belgischer Radsportler
- Pintens, Henri (* 1891), belgischer Tauzieher
- Pintér, Ádám (* 1988), ungarischer Fußballspieler
- Pinter, Adi (1948–2016), österreichischer Fußballspieler, -trainer und Politiker
- Pinter, Alexander (* 1979), österreichischer Musiker und Politiker (Grüne), Landtagsabgeordneter in der Steiermark
- Pintér, Béla (* 1970), ungarischer Dramatiker, Schauspieler und Theaterregisseur
- Pintér, Carlos (1910–1980), schweizerisch-ungarischer Fußballspieler und -trainer
- Pinter, Friedrich (* 1978), österreichischer Biathlet
- Pintér, Gábor (* 1964), ungarischer Geistlicher, römisch-katholischer Erzbischof und Diplomat des Heiligen Stuhls
- Pinter, Harold (1930–2008), britischer Theaterautor und Regisseur, LiteraturnobelpreisträgerHarold Pinter (1930–2008)

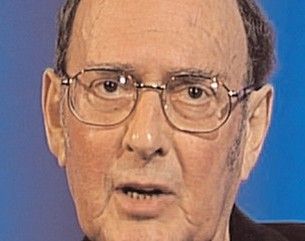
Harold Pinter (1930–2008)

- Pinter, Jakob (* 1998), österreichischer Schauspieler und Sänger
- Pintér, József (* 1953), ungarischer Schach-Großmeister
- Pinter, Jürgen (* 1979), österreichischer Skilangläufer
- Pintér, Klaudia (* 2001), ungarische Handball- und Beachhandballspielerin
- Pinter, Martin (* 1997), französischer American-Football-Spieler
- Pinter, Matthias (1922–1996), österreichischer Politiker (SPÖ)
- Pinter, Michael (1899–1954), österreichischer Politiker (SPÖ), Landtagsabgeordneter im Burgenland
- Pinter, Michael R. (* 1969), niederländischer Künstler
- Pinter, Philipp (* 1985), österreichischer Eishockeyspieler
- Pintér, Sándor (* 1948), ungarischer Polizeibeamter, Jurist und Politiker
- Pinter, Tomislav (1926–2008), kroatischer (ehemals jugoslawischer) Kameramann
- Pinteritsch, Hans (1864–1934), österreichischer Unternehmer und Politiker
- Pinternagel, Stefan T. (1965–2009), deutscher Schriftsteller
- Pinther, Viktoria (* 1998), österreichische Fußballspielerin
- Pinthus, Alexander (1893–1981), deutscher Architekt und Hochschullehrer für Städtebau in Haifa
- Pinthus, Kurt (1886–1975), deutscher SchriftstellerKurt Pinthus (1886–1975)

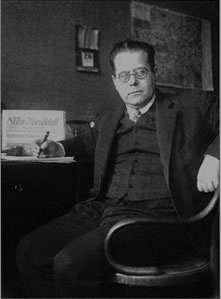
Kurt Pinthus (1886–1975)

- Pinti, Agustín (* 2001), argentinischer Sprinter
- Pintidis, Georgios (* 2000), deutsch-griechischer Fußballspieler
- Pintilie, Adina (* 1980), rumänische Filmregisseurin
- Pintilie, Cristina (* 1984), moldauische Sängerin, Violinistin und Musikpädagogin
- Pintilie, Gheorghe (1902–1985), rumänischer Politiker (PMR), Generalleutnant der Securitate
- Pintilie, Lucian (1933–2018), rumänischer Regisseur, Schauspieler und Drehbuchautor
- Pintilii, Mihai (* 1984), rumänischer Fußballspieler
- Pintner, Theodor (1857–1942), österreichischer Zoologe
- Pinto Borges, Steven (* 1986), französischer Fußballspieler
- Pinto Coelho, Sara (1913–1990), são-toméische Schriftstellerin
- Pinto Correia, Armando Eduardo (1897–1943), portugiesischer Kolonialverwalter
- Pinto da Costa, Manuel (* 1937), são-toméischer Politiker
- Pinto da França, António D’Oliveira (1935–2013), portugiesischer Diplomat und Autor
- Pinto da Silva, Celso José (1933–2018), brasilianischer Geistlicher, römisch-katholischer Erzbischof von Teresina
- Pinto de Fonseca, Manuel (1681–1773), portugiesischer Großmeister des Malteserordens
- Pinto Farias, Hernaldo (* 1964), brasilianischer Ordensgeistlicher und römisch-katholischer Bischof von Bonfim
- Pinto Garmendia, Aníbal (1825–1884), Präsident von Chile
- Pinto Pedrosa, Rafael (* 2007), deutscher Fußballspieler
- Pinto, Abílio Quintão (* 1962), osttimoresischer Politiker
- Pinto, Adriano Ferreira (* 1979), brasilianisch-italienischer Fußballspieler
- Pintó, Albert (* 1985), spanischer Filmregisseur
- Pinto, Alfonso (* 1978), italienischer Boxer
- Pinto, Amelia (1876–1946), italienische Opernsängerin (Sopran)
- Pinto, Amélia (* 1973), angolanische Politikerin (MPLA)
- Pinto, Ammara (* 1997), malawische Schwimmerin
- Pinto, André Almeida (* 1989), portugiesischer Fußballspieler
- Pinto, Aníbal (* 1971), chilenischer Fußballspieler
- Pinto, Anita (* 1980), chilenische Squashspielerin
- Pinto, António (* 1966), portugiesischer Langstreckenläufer
- Pinto, Antonio (* 1967), brasilianischer Filmkomponist
- Pinto, Bernard Lancy (* 1963), indischer römisch-katholischer Geistlicher, Bischof von Aurangabad
- Pinto, Christian Miguel (* 1981), ecuadorianischer Mammaloge
- Pinto, Constâncio, osttimoresischer Politiker
- Pinto, Cosimo (* 1943), italienischer Boxer
- Pinto, Custódio (1942–2004), portugiesischer Fußballspieler
- Pinto, Dan (* 1960), US-amerikanischer Komponist, Musiker und Songwriter
- Pinto, Diana (* 1949), italienisch-französische Historikerin und Schriftstellerin
- Pinto, Diogo (* 1974), portugiesischer Soziologe, Generalsekretär der Europäischen Bewegung International
- Pinto, Edwin (1901–1978), indischer Ordensgeistlicher, Bischof von Ahmedabad
- Pinto, Elisabeth (* 1989), osttimoresische Fußballspielerin
- Pinto, Enriqueta (1817–1904), First Lady Chiles
- Pinto, Evarist (* 1933), indischer Geistlicher, Erzbischof von Karatschi
- Pinto, Fábio (* 1980), brasilianischer Fußballspieler
- Pinto, Fátima (* 1996), portugiesische Fußballspielerin
- Pinto, Fausto (* 1983), mexikanischer Fußballspieler
- Pinto, Fernando, portugiesischer Badmintonspieler
- Pinto, Fernão Mendes († 1583), portugiesischer Entdecker und Schriftsteller
- Pinto, Filipe (* 1988), portugiesischer Rock- und Popsänger
- Pinto, Francisco Antonio (1785–1858), chilenischer Politiker, Präsident von Chile
- Pinto, Franz Ignatz von (1725–1788), preußischer Generalmajor und Militäringenieur
- Pinto, Freida (* 1984), indische SchauspielerinFreida Pinto (* 1984)

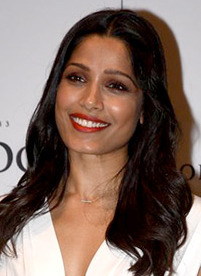
Freida Pinto (* 1984)

- Pinto, Gastão Liberal (1884–1945), brasilianischer Geistlicher, römisch-katholischer Bischof von São Carlos do Pinhal
- Pinto, George Frederick (1785–1806), englischer Komponist und Klaviervirtuose
- Pinto, Germánico, ecuadorianischer Politiker und Minister für Erdöl und Bodenschätze
- Pinto, Giorgia (* 1992), italienische Tennisspielerin
- Pinto, Giuseppe (* 1952), italienischer Geistlicher, römisch-katholischer Erzbischof und Diplomat
- Pinto, Héctor (* 1951), chilenischer Fußballspieler
- Pinto, Heitor (1528–1584), portugiesischer Philosoph, katholischer Theologe und geistlicher Schriftsteller
- Pinto, Ignatius Paul (1925–2023), indischer Geistlicher und römisch-katholischer Erzbischof von Bangalore
- Pinto, Isaac de (1717–1787), niederländischer Philosoph, Gelehrter, Ökonom, Politiker, Geschäftsmann
- Pinto, Ivo (* 1990), portugiesischer Fußballspieler
- Pinto, Jefferson Charles de Souza (* 1982), brasilianischer Fußballspieler
- Pinto, Jesse (* 1990), australisch-osttimoresischer Fußballspieler
- Pinto, João (* 1971), portugiesischer FußballspielerJoão Pinto (* 1971)

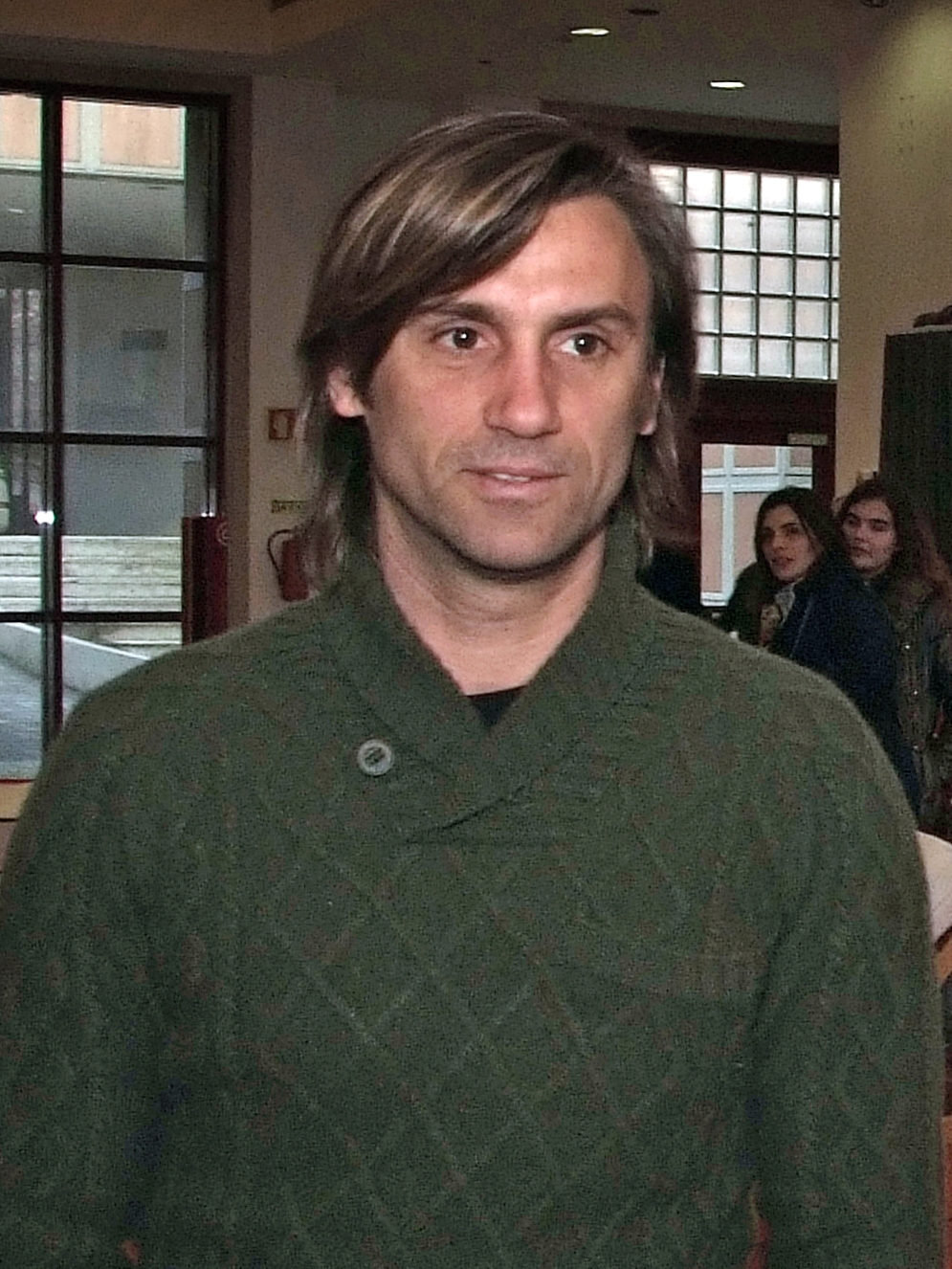
João Pinto (* 1971)

- Pinto, João Domingos (* 1961), portugiesischer Fußballspieler
- Pinto, João Nugent Ramos (* 1949), portugiesischer Diplomat
- Pinto, João Nuno (* 1969), portugiesischer Filmregisseur
- Pinto, João Teixeira (1876–1917), portugiesischer Kolonialoffizier
- Pinto, Joaquim (* 1957), portugiesischer Filmregisseur
- Pinto, Jonathan (* 1996), uruguayischer Fußballspieler
- Pinto, Jorge Luis (* 1952), kolumbianischer Fußballtrainer
- Pinto, José (* 1956), portugiesischer Geher
- Pinto, José Carlos (* 1997), portugiesischer Mittelstreckenläufer
- Pinto, José de Magalhães (1909–1996), brasilianischer Politiker
- Pinto, José Manuel (* 1975), spanischer Fußballspieler
- Pinto, José Roberto de Almeida (* 1953), brasilianischer Diplomat
- Pinto, Juan Alfredo (* 1953), kolumbianischer Wirtschaftswissenschaftler, Schriftsteller, Diplomat und Hochschullehrer
- Pinto, Júlio Tomás (* 1974), osttimoresischer Staatssekretär für Verteidigung
- Pinto, Lavy (1929–2020), indischer Kurzstreckenläufer
- Pinto, Leo (1914–2010), indischer Hockeyspieler
- Pinto, Liberato Ribeiro (1880–1949), portugiesischer Militär und Politiker
- Pinto, Luís Maria Teixeira (1927–2012), portugiesischer Ökonom, Politiker und Hochschullehrer
- Pinto, Manuel Vieira (1923–2020), portugiesischer Geistlicher und römisch-katholischer Erzbischof von Nampula
- Pinto, Martina (* 1989), italienische Schauspielerin
- Pinto, Mica (* 1993), luxemburgischer Fußballspieler
- Pinto, Miguel (* 1983), chilenischer Fußballtorwart
- Pinto, Miguel Soares (1954–2013), osttimoresischer Freiheitskämpfer
- Pinto, Moacir Claudino (* 1936), brasilianischer Fußballspieler
- Pinto, Nelson (* 1981), chilenischer Fußballspieler
- Pinto, Nuno Miguel Sousa (* 1986), portugiesischer Fußballspieler
- Pinto, Paulo Antônio Pereira (* 1948), brasilianischer Diplomat
- Pinto, Pedro (* 1951), chilenischer Fußballspieler
- Pinto, Pedro (* 1975), portugiesisch-US-amerikanischer Journalist, Moderator und Kommunikationsexperte
- Pinto, Pio Vito (* 1941), italienischer Geistlicher, Kanonist, Dekan der Römischen Rota
- Pinto, Raffaele (1945–2020), italienischer Rallyefahrer
- Pinto, René (* 1965), chilenischer Fußballspieler
- Pinto, Ricardo (* 1961), portugiesischer Autor
- Pinto, Roberto (* 1978), portugiesischer Fußballspieler und -trainer
- Pinto, Rodrigo (* 1973), chilenischer Fußballspieler
- Pinto, Rúben (* 1992), portugiesischer Fußballspieler
- Pinto, Rui (* 1988), portugiesischer Whistleblower
- Pinto, Rui (* 1992), portugiesischer Mittel- und Langstreckenläufer
- Pinto, Sebastián (* 1986), chilenischer Fußballspieler
- Pinto, Sérgio da Silva (* 1980), portugiesisch-deutscher FußballspielerSérgio da Silva Pinto (* 1980)

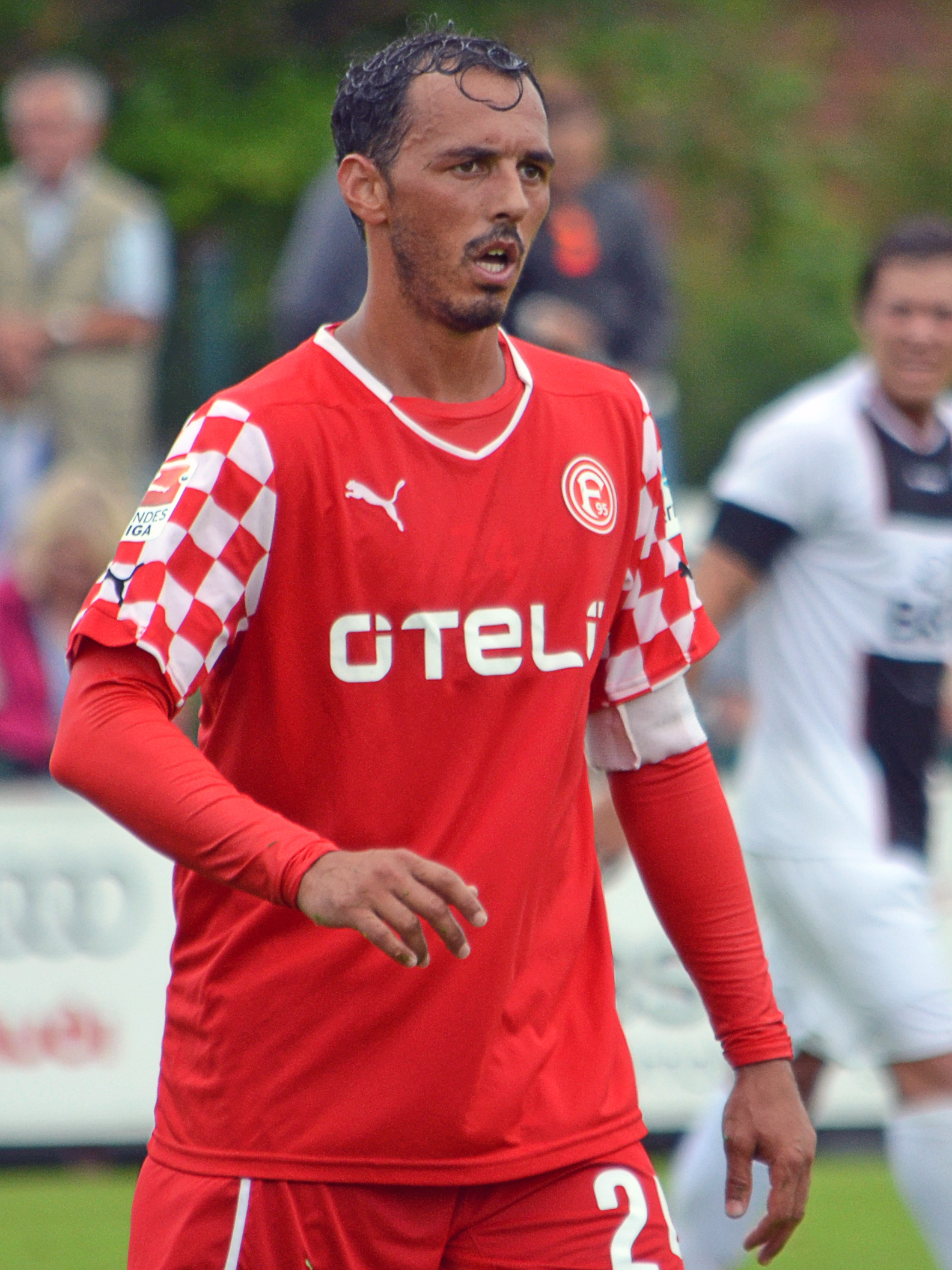
Sérgio da Silva Pinto (* 1980)

- Pinto, Shane (* 2000), US-amerikanischer Eishockeyspieler
- Pinto, Shirley (* 1989), israelische Politikerin und Behindertenaktivistin
- Pinto, Tatiana (* 1994), portugiesische Fußballspielerin
- Pinto, Tatjana (* 1992), deutsche LeichtathletinTatjana Pinto (* 1992)

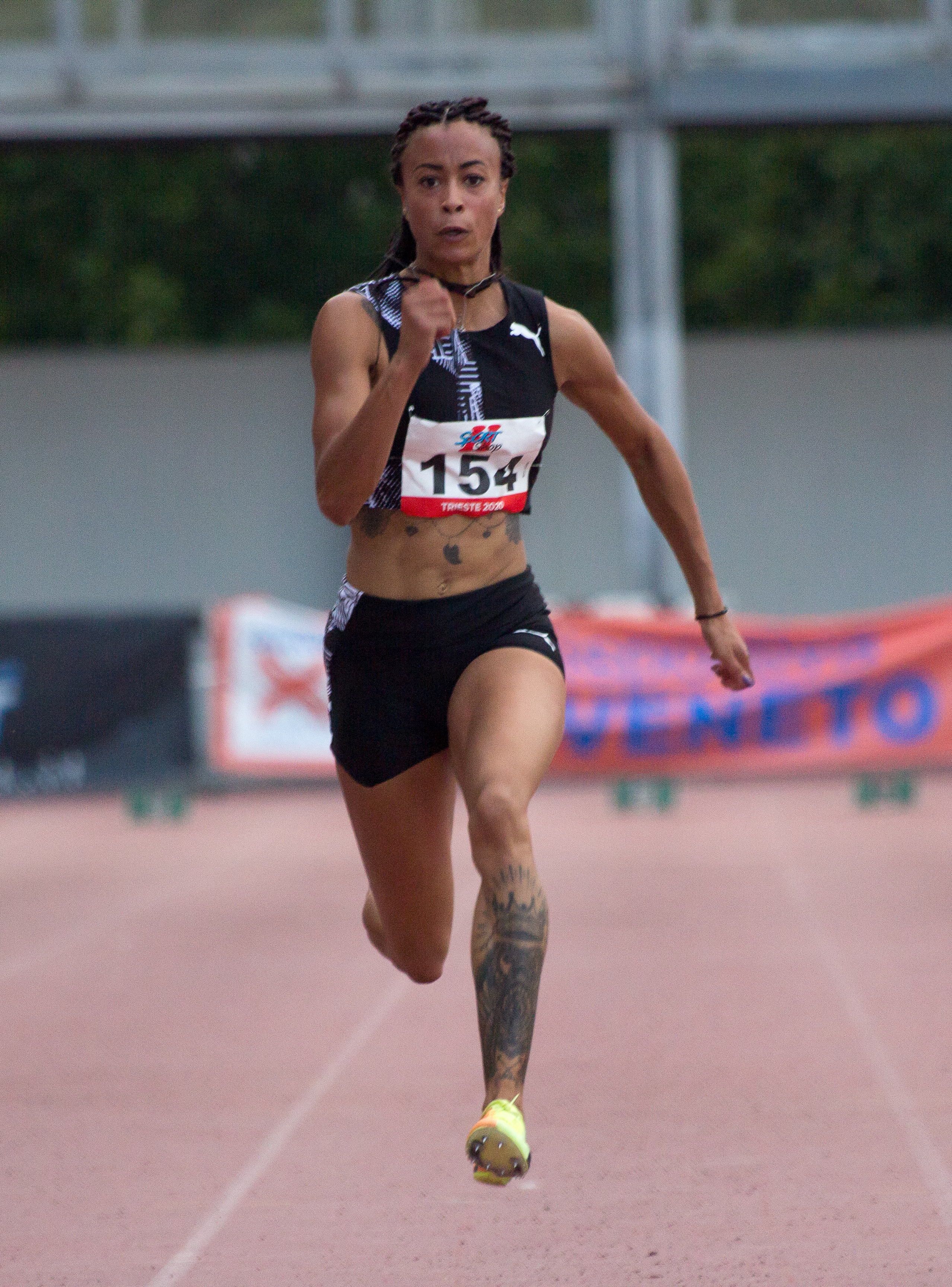
Tatjana Pinto (* 1992)

- Pinto, Tiago (* 1988), portugiesischer Fußballspieler
- Pinto, Walter Jorge (* 1963), brasilianischer Geistlicher, römisch-katholischer Bischof von União da Vitória
- Pinto, Zahra (* 1993), malawische Schwimmerin
- Pinto-Bazurco Rittler, Ernesto (* 1946), peruanischer Diplomat und Anwalt
- Pinto-Duschinsky, Michael (* 1943), britischer Politikwissenschaftler und Hochschullehrer
- Pintoff, Ernest (1931–2002), US-amerikanischer Filmregisseur, Filmproduzent und Drehbuchautor
- Pintol, Benjamin (* 1990), deutsch-bosnischer Fußballspieler
- Pinton, Alberto (* 1962), italienischer Jazzmusiker
- Pinton, Pietro (1850–1897), italienischer Mediävist
- Pinton, Selma (* 1997), schwedische Jazzmusikerin (Gesang, Komposition)
- Pinton, Vincenzo (1914–1980), italienischer Säbelfechter
- Pintonello, Arrigo (1908–2001), italienischer Geistlicher, römisch-katholischer Bischof von Terracina-Latina, Priverno e Sezze
- Pintor, Lenny (* 2000), französischer Fußballspieler
- Pintor, Luigi (1925–2003), italienischer Journalist, Publizist und Politiker
- Pintor, Lupe (* 1955), mexikanischer Boxweltmeister
- Pintor, Pietro (1880–1940), italienischer Generalleutnant
- Pintor, Sergio (1937–2020), italienischer Geistlicher und römisch-katholischer Bischof von Ozieri
- Pintori, Giovanni (1912–1999), italienischer Grafiker und Designer
- Pintos Risso, Walter (1906–2003), uruguayischer Minister für öffentliche Bauten
- Pintos Saldanha, José (* 1964), uruguayischer Fußballspieler
- Pintos, Álvaro (* 1977), uruguayischer Fußballspieler
- Pintos, Federico (* 1992), uruguayischer Fußballspieler
- Pintos, Gustavo (* 1995), uruguayischer Fußballspieler
- Pintos, John (* 1996), uruguayischer Fußballspieler
- Pintos, Pablo (* 1987), uruguayischer Fußballspieler
- Pintsch, Helene (1857–1923), deutsche Mäzenin
- Pintsch, Jörg (* 1965), deutscher Schauspieler, Regisseur und Schauspieldozent
- Pintsch, Julius (1815–1884), deutscher Unternehmer
- Pintsch, Julius Karl (1847–1912), deutscher Fabrikant und Ingenieur
- Pintsch, Karl-Heinz (* 1909), deutscher politischer Funktionär (NSDAP)
- Pintsch, Luis (* 1999), deutscher Schauspieler
- Pintsch, Oskar (1844–1912), deutscher Fabrikant
- Pintsch, Richard (1840–1919), deutscher Konstrukteur und Unternehmer
- Pintscher, Matthias (* 1971), deutscher Komponist und Dirigent
- Pintschovius, Karl (1895–1976), deutscher Militärpsychologe
- Pintschuk, Ihor (* 1967), ukrainischer Basketballspieler
- Pintschuk, Sergei Michailowitsch (* 1971), russischer Admiral und stellvertretender Kommandeur der Schwarzmeerflotte
- Pintschuk, Wiktor (* 1960), ukrainischer Unternehmer und MäzenWiktor Pintschuk (* 1960)

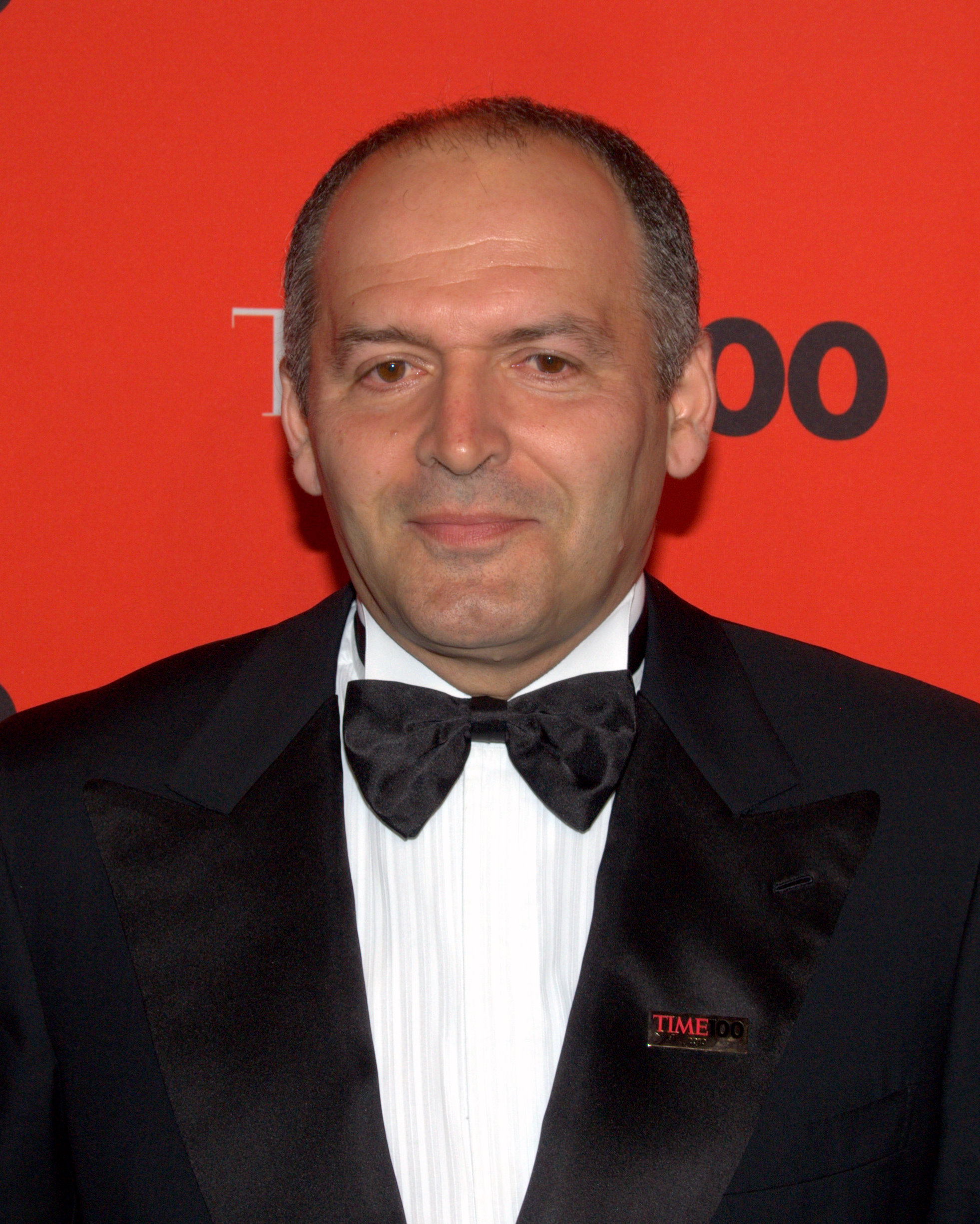
Wiktor Pintschuk (* 1960)

- Pinturault, Alexis (* 1991), französischer Skirennläufer
- Pinturicchio († 1513), italienischer Maler der Frührenaissance
- Pintus, Walter (1880–1938), Arzt in Ludwigsburg
- Pintz, János (* 1950), ungarischer Mathematiker
- Pintz, Johann Georg (1697–1761), deutscher Kupferstecher
- Pintzka, Wolfgang (1928–2006), deutscher Theaterregisseur

### Pinu
- Pinudjem I., Hohepriester des Amun und König von Oberägypten
- Pinudjem II., Hohepriester des Amun

### Pinw
- Pinwinkler, Alexander (* 1975), österreichischer Historiker

### Pinx
- Pinxten, Karel (* 1952), belgischer Politiker (CVP, Open VLD), MdEP

### Piny
- Pinyan, Kenneth (1960–2005), US-amerikanischer Ingenieur mit ungewöhnlichen Todesumständen
- Pinyo Inpinit (* 1993), thailändischer Fußballspieler
- Pinytus († 180), Bischof von Knossos und Heiliger

### Pinz
- Pinza, Ezio (1892–1957), italienischer Opernsänger (Bass)
- Pinzani, Carlo (* 1968), italienischer Skispringer
- Pinzani, Greta (* 2005), italienische Nordische Kombiniererin
- Pinzani, Simone (* 1972), italienischer Nordischer Kombinierer
- Pinzari, Gabriella (* 1966), italienische Mathematikerin
- Pinzarrone, Nina (* 2006), belgische EiskunstläuferinNina Pinzarrone (* 2006)

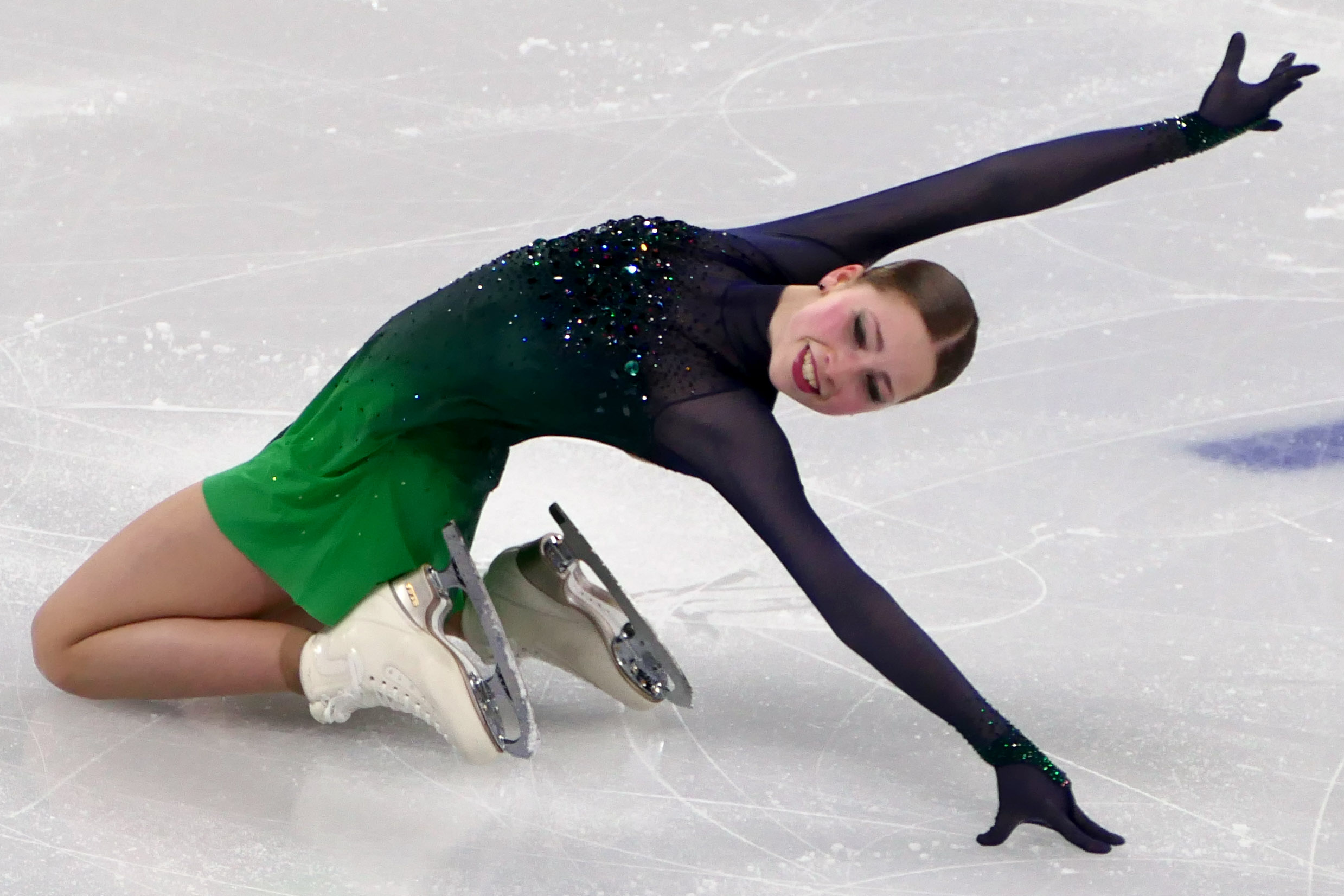
Nina Pinzarrone (* 2006)

- Pînzaru, Victor (* 1992), moldauischer Biathlet
- Pinzauti, Mario (1930–2010), italienischer Filmregisseur und Drehbuchautor sowie Pulp-Autor
- Pinzger, Gustav (1800–1838), deutscher Klassischer Philologe und Gymnasialdirektor
- Pinzger, Manfred (* 1959), italienischer Politiker der Südtiroler Volkspartei (SVP)
- Pinzger, Werner (1878–1939), deutscher Reichsgerichtsrat
- Pinzi, Giampiero (* 1981), italienischer Fußballspieler
- Pinzler, Jutta (* 1968), deutsche Filmproduzentin, Autorin und Gründerin und Geschäftsführerin der sagamedia Film- und Fernsehproduktion GmbH
- Pinzler, Petra (* 1965), deutsche Journalistin und AutorinPetra Pinzler (* 1965)

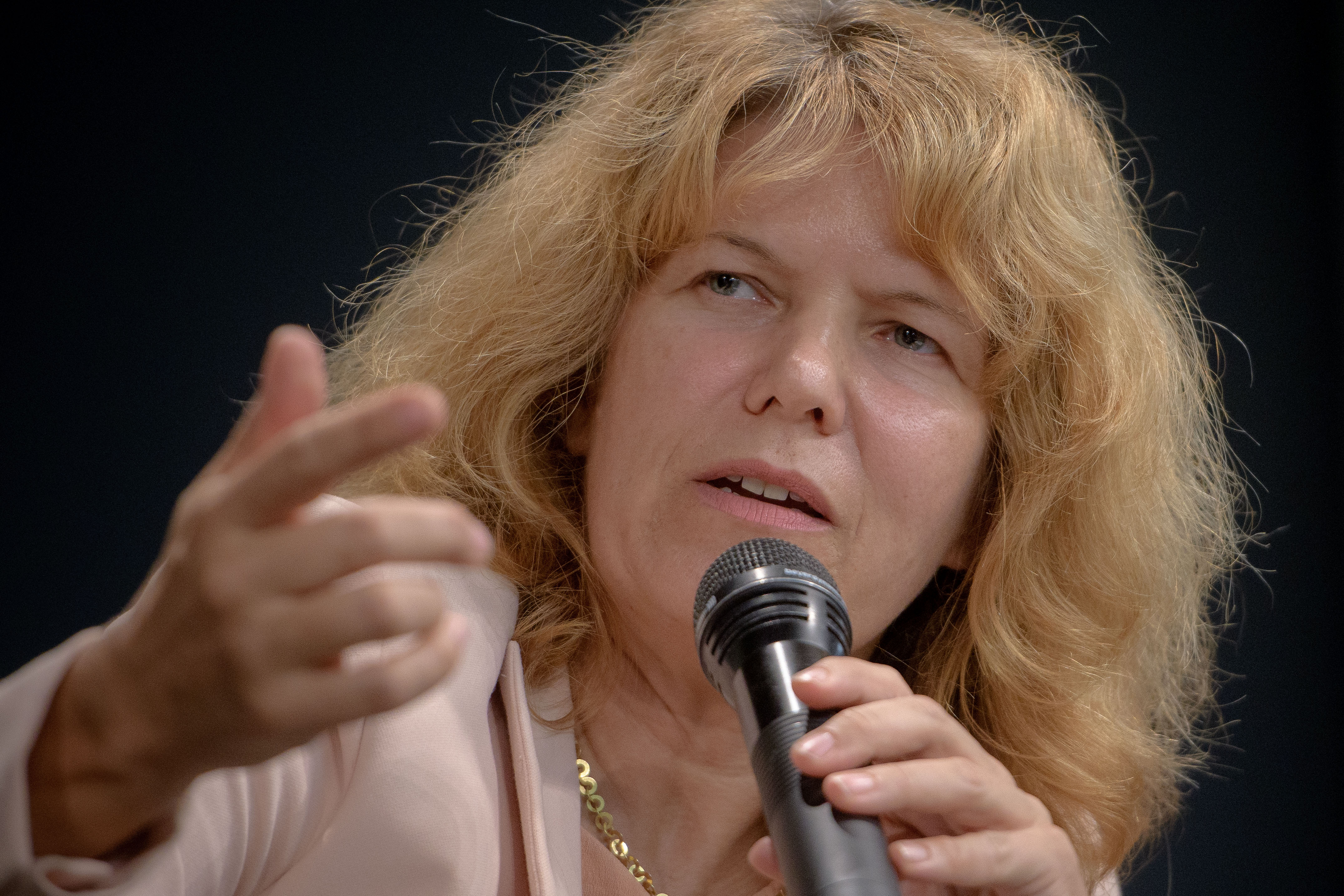
Petra Pinzler (* 1965)

- Pinzner, Werner (1947–1986), deutscher Auftragsmörder
- Pinzón Güiza, Joaquím Humberto (* 1969), kolumbianischer Geistlicher, Apostolischer Vikar von Puerto Leguízamo-Solano
- Pinzón Urrea, Jesús (1928–2016), kolumbianischer Komponist, Dirigent und Musikethnologe
- Pinzón, Diego (* 1985), kolumbianischer Leichtathlet
- Pinzón, Martín Alonso (1441–1493), spanischer Seefahrer und Teilnehmer der ersten Kolumbus-Reise
- Pinzón, Vicente Yáñez († 1514), spanischer Seefahrer und Entdecker
- Pinzón, Yomira (* 1996), panamaische Fußballspielerin